# Niccolò Machiavelli

Niccolò Machiavelli in einem Bildnis von Santi di Tito.

Niccolò di Bernardo dei Machiavelli [⁠nikːoˈlɔ makjaˈvɛlːi⁠] (* 3. Mai 1469 in Florenz, Republik Florenz; † 21. Juni 1527 ebenda) war ein italienischer Philosoph, Diplomat, Chronist, Schriftsteller und Dichter.
Vor allem aufgrund seiner beiden Werke Il Principe (Der Fürst) und I Discorsi sopra la prima deca di Tito Livio (Discorsi) gilt er als einer der bedeutendsten Staatsphilosophen der Neuzeit. Machiavelli ging es in seinen Werken darum, Macht analytisch zu untersuchen und die Differenz zwischen dem, was sein soll, und dem, was ist, festzustellen. Er orientierte sich in seiner Analyse an dem, was er für empirisch feststellbar hielt. Der Fürst spielte eine wesentliche Rolle in den Debatten um den Machiavellismus. Der später geprägte Begriff Machiavellismus wird oft als abwertende Beschreibung eines Verhaltens gebraucht, das zwar raffiniert, aber ohne ethische Einflüsse von Moral und Sittlichkeit die eigene Macht und das eigene Wohl als Ziel sieht. Das für Machiavelli selbst sehr wichtige Werk Dell’arte della guerra (Über die Kriegskunst) wird dagegen weniger rezipiert.

Die politische Landkarte Italiens um 1494. Sizilien, Sardinien und das Königreich Neapel gehörten zur Krone von Aragonien.

## Leben

### Herkunft, Bildung, Name
Niccolò Machiavelli entstammte einer angesehenen, jedoch verarmten Familie. Er wuchs zusammen mit drei Geschwistern Primavera, Margherita und Totto Machiavelli bei seinen Eltern Bernardo di Niccolò Machiavelli und dessen Frau Bartolomea di Stefano Nelli im Florentiner Stadtviertel Santo Spirito südlich des Arno auf. Über seine Mutter ist nur bekannt, dass sie belesen war und kleinere Schriften verfasste. Der Vater arbeitete hauptsächlich als Anwalt, war aber in dem Beruf erfolglos und verarmte.
Der Vater unterhielt mit seinem geringen Gehalt eine kleine Bibliothek und ermöglichte seinem Sohn Niccolò eine umfassende humanistische Bildung. So lernte Machiavelli schon früh autodidaktisch die Werke antiker Klassiker kennen, unter anderem die Werke von Aristoteles, Boethius, Cicero (De officiis) und Claudius Ptolemäus. Er wurde von Privatlehrern in den Sieben Freien Künsten unterwiesen und lernte Grammatik und Latein früher als heute üblich.
Zu Machiavellis Zeit war die Schreibweise seines Namens noch nicht festgelegt. Er selbst verwendete beim Unterschreiben seiner Briefe verschiedene Schreibweisen wie Niccolò, Nicolò, Nicholò und Machiavelli, Macchiavelli, Machiavegli, Macchiavegli.

### Republikanischer Politiker und Florentiner Amtsträger

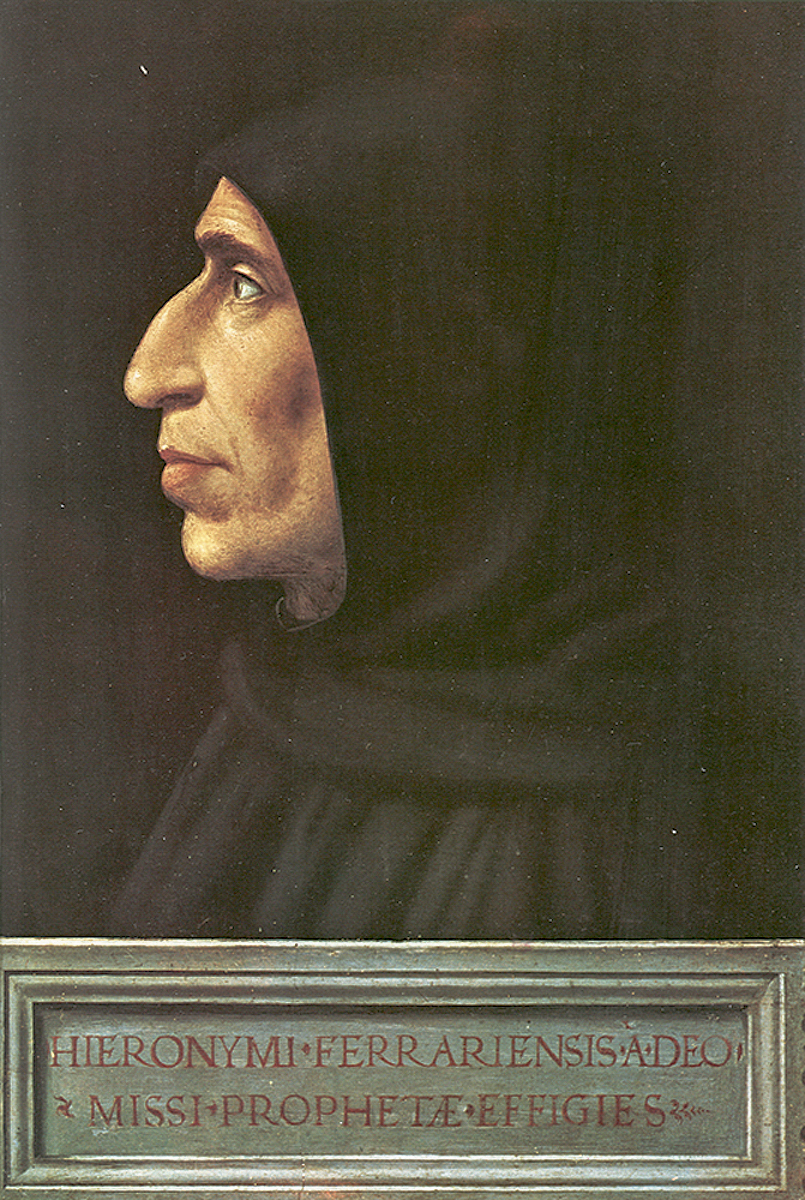
Girolamo Savonarola, Bildnis von Fra Bartolommeo, um 1498

Machiavellis Biograph Volker Reinhardt schreibt, dass er unter der Herrschaft der Medici eine tiefe Abneigung gegen diese mächtige Familie und deren politische Manipulationen entwickelte. Er erkannte früh das Wesen der politischen Macht als „Ringen von Interessen und sozialen Schichten“.
Der Dominikanische Bußprediger Girolamo Savonarola errang 1494 die Herrschaft in Florenz, Piero di Lorenzo de’ Medici wurde vertrieben. Am 23. Mai 1498 wurde Savonarola als Ketzer verbrannt. Durch die anschließenden „Säuberungen“ wurde Machiavellis neue Stelle frei, was ihn gleich mit der harten Seite der Politik vertraut machte. Man wählte ihn am 15. Juni 1498 unter vier Bewerbern zum Staatssekretär der Zweiten Kanzlei des Rats der „Dieci di pace e di libertà“ (Rat der Zehn, wörtlich: „Zehn von Frieden und Freiheit“) der Republik Florenz; er war bis 1512 als solcher für die Außen- und Verteidigungspolitik zuständig. Diese Wahl – für Maurizio Viroli aus dem Nichts – war für Volker Reinhardt im Rückblick überraschend, da Machiavelli zuvor in öffentlichen Dokumenten nicht nachweisbar ist und gegen die starke Konkurrenz eines Professors für Beredsamkeit und zweier studierter Juristen zu bestehen hatte. Am 19. Juni bestätigte der Große Rat von Florenz seine Ernennung. Reinhardt vermutet, dass er „gewichtige Fürsprecher“ haben musste, da die Strukturen der Politik von familiären Netzwerken geprägt waren. Maurizio Viroli benennt einige dieser Fürsprecher; Machiavelli wurde offenbar deshalb Zweiter Kanzler, weil er weder den vertriebenen Medici noch Savonarola nahestand. Viroli weist darauf hin, dass Machiavelli von Ricciardo Becchi, dem florentinischen Botschafter in Rom, den Auftrag erhalten hatte, eine Predigt Savonarolas am 1. und 2. März 1498 in San Marco zu besuchen. Machiavelli schrieb am 9. März einen Brief an Becchi, in dem Savonarola nicht gut wegkam. Außerdem wurde Machiavelli nach Viroli vom Ersten Kanzler, Marcello Virgilio Adriani, unterstützt.
Im Mai 1500 wurde Niccolò Machiavelli durch den Tod seines Vaters Bernardo Oberhaupt seines Familienzweiges. Im Sommer 1501 heiratete er Marietta Corsini, wie damals üblich nach sozialen und ökonomischen Gesichtspunkten. Mit ihr hatte er fünf Söhne und eine Tochter. Einer der Söhne seiner Tochter Bartolommea ordnete und veröffentlichte seinen Nachlass.

#### Diplomatische Missionen für die Republik

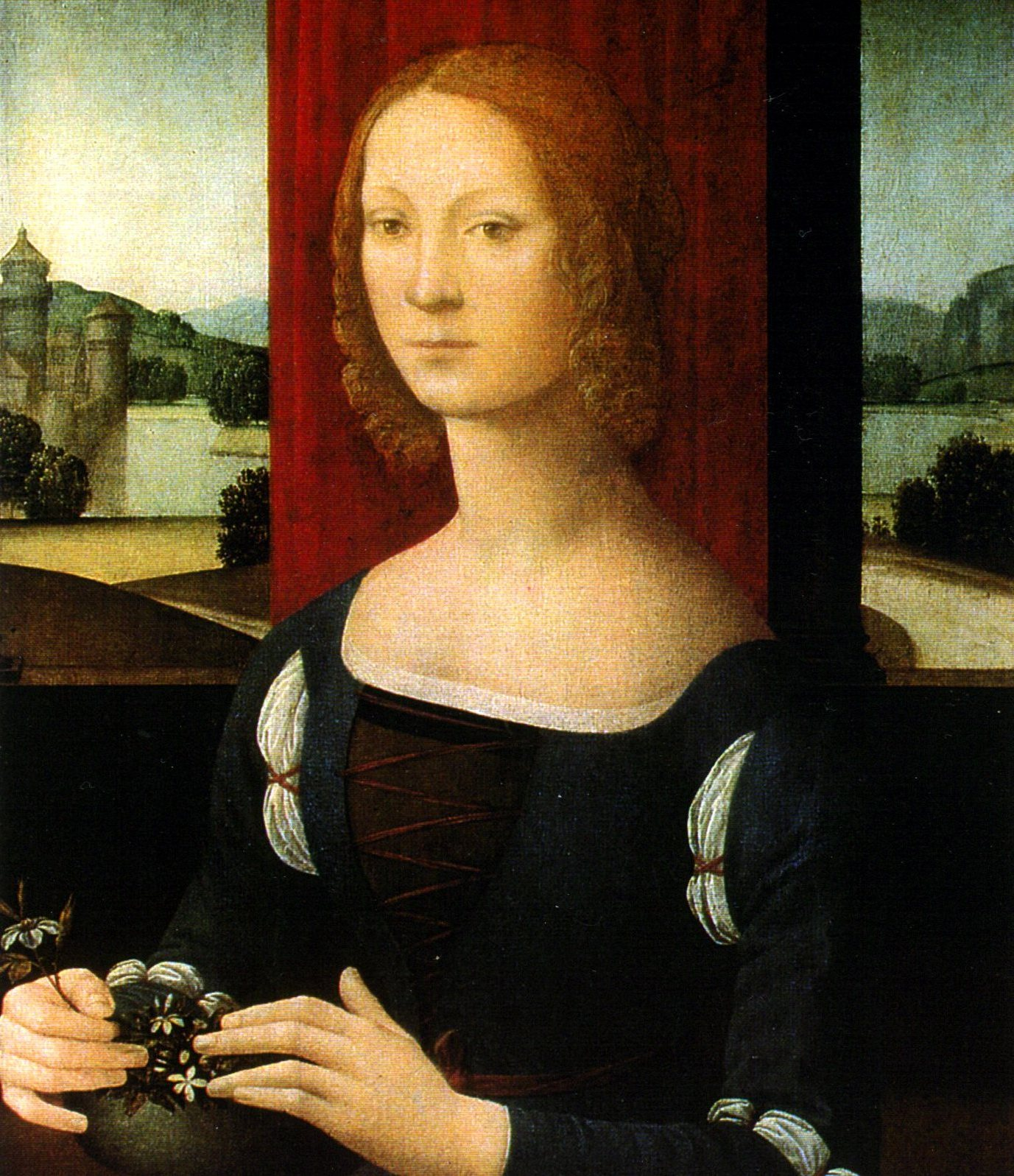
Caterina Sforza, Porträt von Lorenzo di Credi

Machiavellis erste Dienstreise führte ihn nach Piombino zu Jacopo IV. Appiano und hatte mit dem Kampf um Pisa zu tun. Seine nächste Reise im Juli 1499 ging nach Forlì, wo er mit Caterina Sforza über militärische Unterstützungszahlungen Florenz’ (für Condottiere) verhandelte. In seiner gesamten Amtszeit bis 1512 wurde er während seiner Abwesenheiten vom Büroleiter (coadiutore) Biagio Buonaccorsi über das Geschehen in Italien und über den „aktuellen Kanzleiklatsch“ unterrichtet.
Im Sommer 1499 setzte Florenz im Kampf um Pisa auf französische Hilfe, die aber auch keinen Erfolg brachte. Deshalb wurde Machiavelli unter der Führung von Luca degli Albizzi dorthin geschickt. Aber Pisa wurde wieder nicht erobert. Daraufhin wurde Machiavelli unter der Führung des Patriziers Francesco della Casa im Juli 1500 zum französischen Hof geschickt, um darüber mit Ludwig XII. zu verhandeln. Den wegen der grassierenden Pest von Schloss zu Schloss reisenden König trafen sie am 26. Juli in Lyon an. Machiavelli kam durch die Verhandlungen zum Schluss, dass man sich auf Ludwig XII. nicht verlassen konnte, da er „gierig, käuflich, verräterisch [und] opportunistisch“ sei. Laut Reinhardt lernte Machiavelli aus dieser Reise, dass Menschen, je näher sie der Macht kamen, desto stärker von Geiz (avarizia) beherrscht würden, gerade wenn man alles erreicht habe und nichts mehr zu gewinnen sei. Das habe Machiavelli auf Florenz übertragen: „Mit Wankelmut und Nachgiebigkeit erreichte man gar nichts.“ Am 14. Januar 1501 traf Machiavelli wieder in Florenz ein.

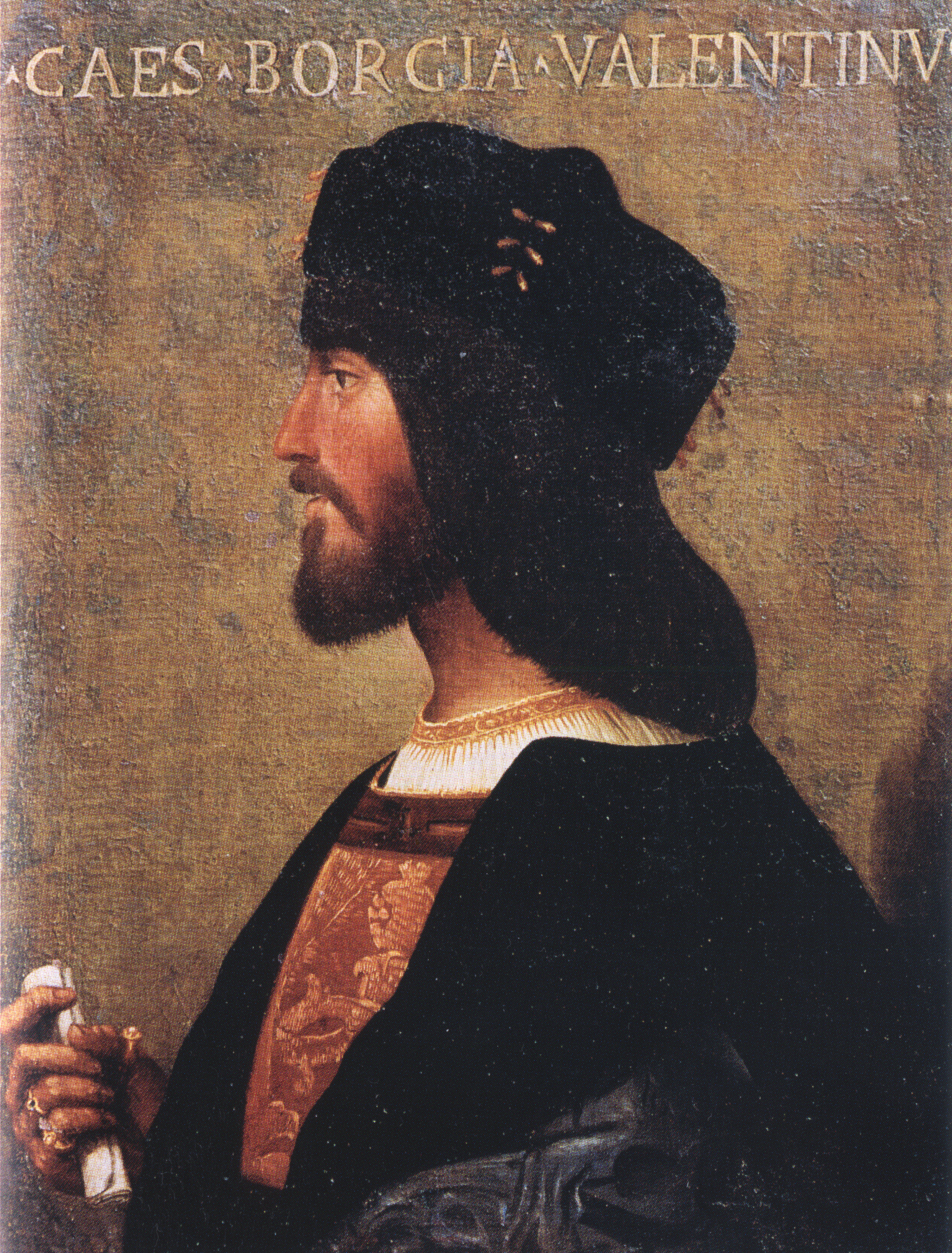
Cesare Borgia als Herzog von Valentinois

Cesare Borgia, der Sohn des Papstes Alexander VI., eroberte 1501 Piombino; am 4. Juni begann Arezzo einen Aufstand gegen die Florentiner Herrschaft. Andere Orte folgten der Rebellion, in die Cesare Borgia wahrscheinlich verwickelt war. Um Näheres über ihn zu erfahren, schickte man Francesco Soderini, Bischof von Volterra, und Machiavelli am 22. Juni 1502 nach Urbino. Dort beschäftigte sich Machiavelli intensiv mit Cesare Borgia, der ihn später zu seinem Hauptwerk Der Fürst anregte. Nach gut drei Wochen trennte man sich ohne Vertragsabschluss. Nach der Rückkehr wurde Piero Soderini, der Bruder Francescos, zum Florentiner Staatsoberhaupt auf Lebenszeit gewählt.
Im Oktober 1502 sprach Machiavelli in Imola erstmals direkt mit Cesare Borgia. Am 23. Oktober beurteilte er ihn in einem Brief nach Florenz: „… Was seinen Staat betrifft, den ich aus der Nähe zu studieren Gelegenheit hatte, so ist er ausschließlich auf Glück (fortuna) aufgebaut. Das heißt, seine Macht beruht auf der sicheren Meinung, dass ihn der König von Frankreich mit Truppen unterstützt und der Papst mit Geld.“
Am 31. Dezember lud Cesare Borgia seine Gegner unter dem Vorwand der Versöhnung nach Senigallia; alle kamen. Zwei ließ er sofort erwürgen, zwei behielt er als Geiseln und rief gleich darauf mitten in der Nacht Machiavelli zu sich, der sich vom „übermenschlichen Mut“ beeindruckt zeigte und das Geschehen später schriftstellerisch überhöht schilderte, wodurch es „Ewigkeitswert“ erhielt.
Am 18. August 1503 starb der Papst; die Macht seines Sohnes Cesare Borgia schrumpfte, obwohl er weiterhin von Frankreich unterstützt wurde. Der neu gewählte Papst Pius III. starb knapp vier Wochen nach seiner Ernennung. Daraufhin wurde Machiavelli Ende September von der Signoria nach Rom zur Papstwahl geschickt, wo er mit allen Mächtigen seiner Zeit Gespräche führte.

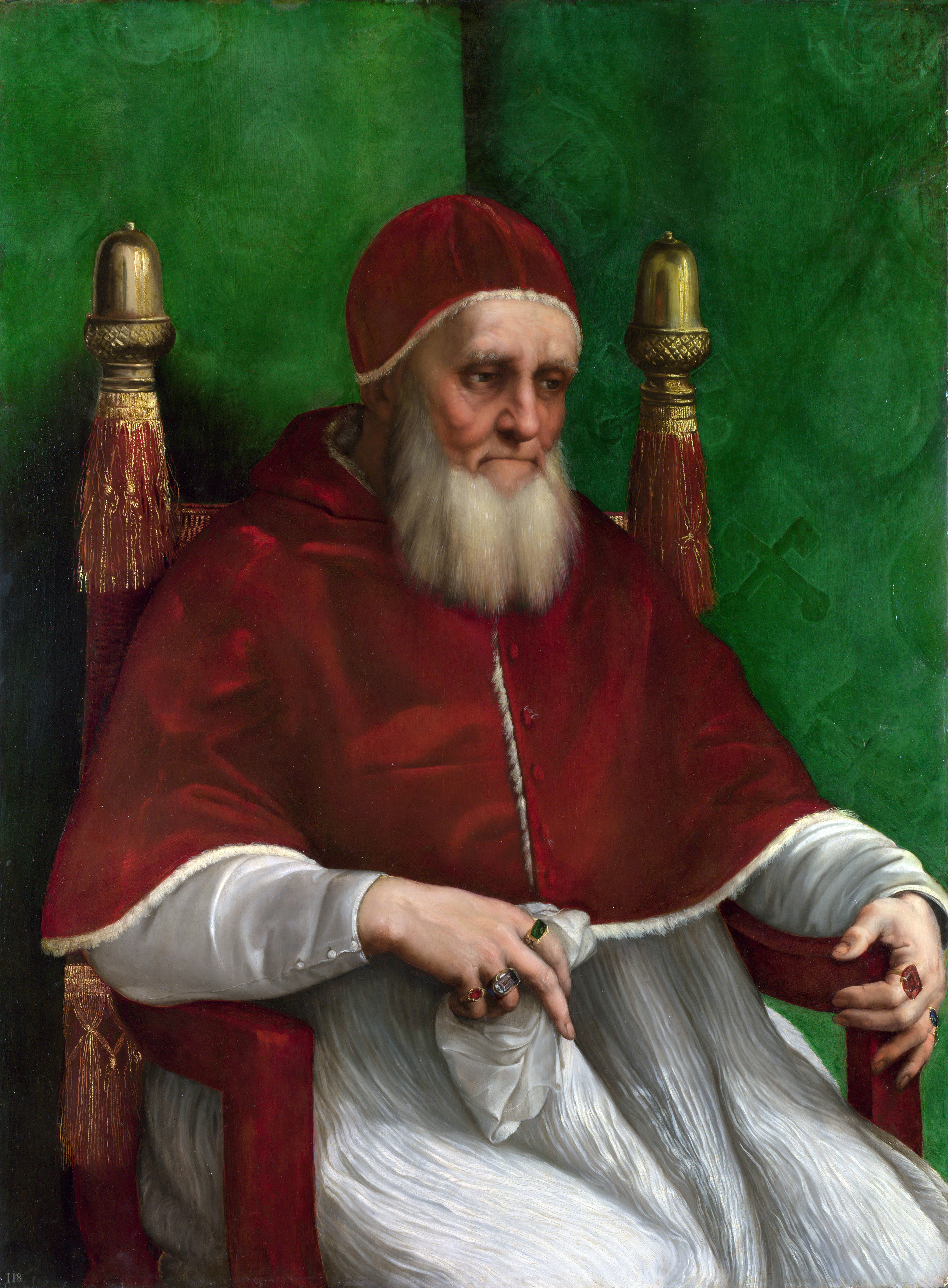
Papst Julius II., Porträt von Raffael

Am 1. November 1503 wurde Julius II. zum Papst gewählt, weil er nach Machiavellis Ansicht den „Wählern das Blaue vom Himmel herunter versprochen [hatte], und zwar jedem das, was er am meisten wünschte“; Cesare Borgia wurden die Romagna mit der Festung Ostia und die Leitung der Truppen des Papstes versprochen. Mitte November wurde Cesare Borgia dort gefangen genommen und erpresst, wie Machiavelli „[m]it unüberhörbarem Behagen“ berichtete.

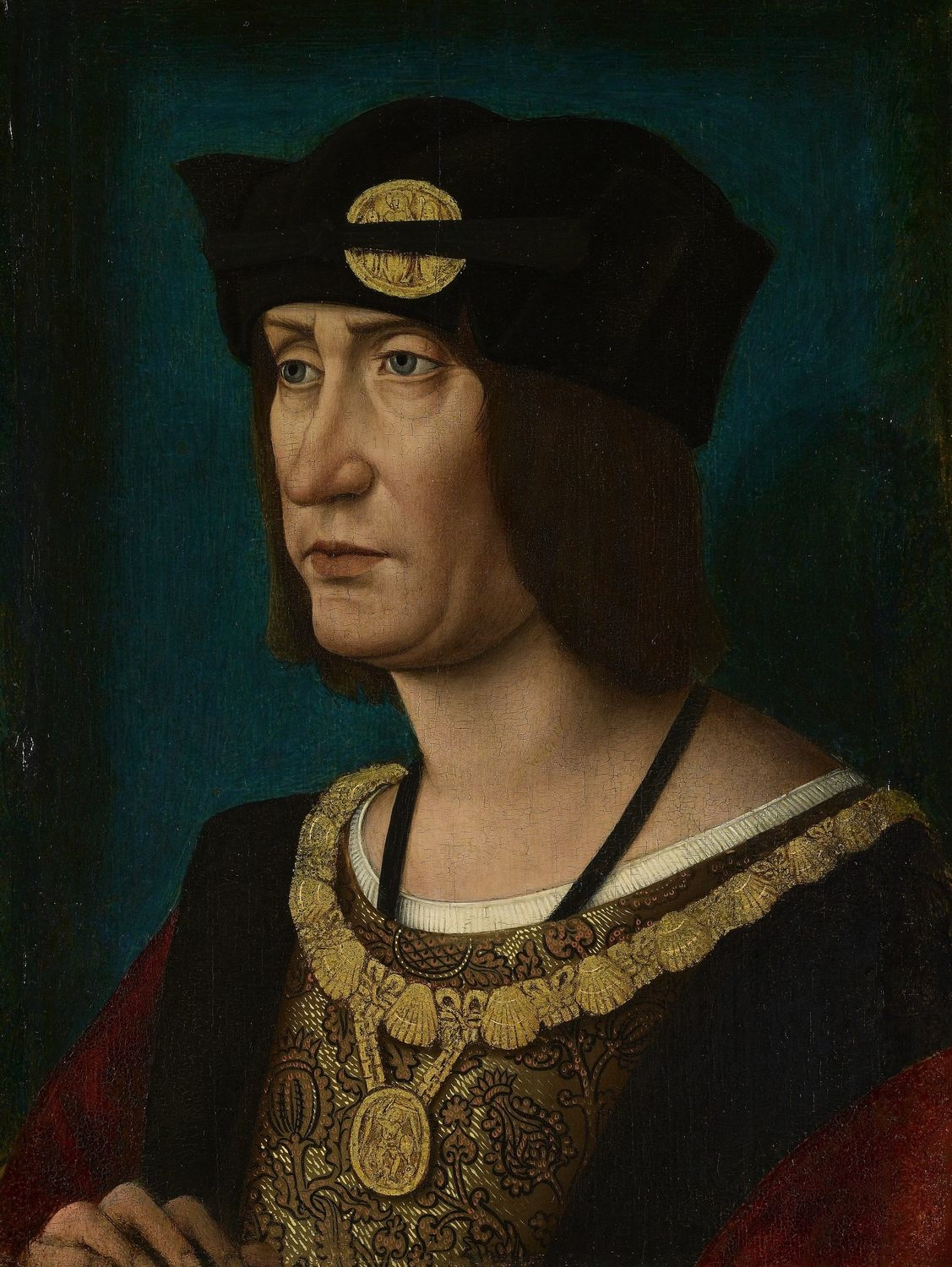
Ludwig XII.

Nachdem die Spanier am 28. Dezember 1503 überraschend die Franzosen in einer Schlacht geschlagen hatten, wurde Machiavelli am 19. Januar 1504 zum französischen König Ludwig XII. geschickt und blieb dort bis zum Waffenstillstand im Februar 1504.

#### Machiavellis Militärreform: Bürgermiliz statt Söldnerheer
Der Kampf um das abtrünnige Pisa beschäftigte die Stadt Florenz weiter. Da Söldner nach Machiavellis Auffassung (erhärtet in bitteren eigenen Erfahrungen mit Söldnerführern) generell unzuverlässig und allein auf ihre eigenen Interessen bedacht seien, schuf Machiavelli ab 1506 ein Heer nach römischem Vorbild, in dem Florentiner Bürger und Bauern dienen mussten. Machiavelli schrieb: „… ihr werdet es noch sehen, welchen Unterschied es ausmacht, Bürger-Soldaten nach Tüchtigkeitsauslese und nicht nach Korruption zu bekommen.“ Nach Volker Reinhardt wollte Machiavelli damit das Gemeinwesen grundlegend umwandeln und statt Patronage Leistung und Verdienst zur Grundlage machen. Durch diese Reformen bekam Machiavelli ein neues Amt im Magistrat; er leitete ohne zusätzliches Gehalt die Militärbehörde. Ihm oblag die Kriegsführung ebenso wie vor allem die Aufstellung, Ausbildung und Versorgung der neugegründeten Miliz, von der er sich das politische Überleben und den Aufstieg der Republik Florenz versprach.
Die Aristokraten der Stadt waren über diese sonst allgemein anerkannte Bürgermiliz nicht erfreut, wie Maurizio Viroli urteilt, etwa Alamanno Salviati, einer der Führer der aristokratischen Opposition gegen Piero Soderini.

#### Begegnung mit Papst Julius II. und Reise nach Deutschland
Von August bis November 1506 wurde „der Menschen-Erforscher“ Machiavelli zu Papst Julius II. nach Rom geschickt, um sich und der Stadt Florenz ein Bild vom Papst und seiner Ziele zu machen. Machiavelli beschrieb ihn wie folgt: „Wer sein Wesen gut kennt, weiß, dass er zur Heftigkeit und Überstürzung neigt und dass diese Überstürzung, Bologna zurückzuerobern, die am wenigsten gefährliche Überstürzung sein wird, zu der er neigen wird“; der Papst strebe also nichts anderes als die Vorrangstellung in Italien an.

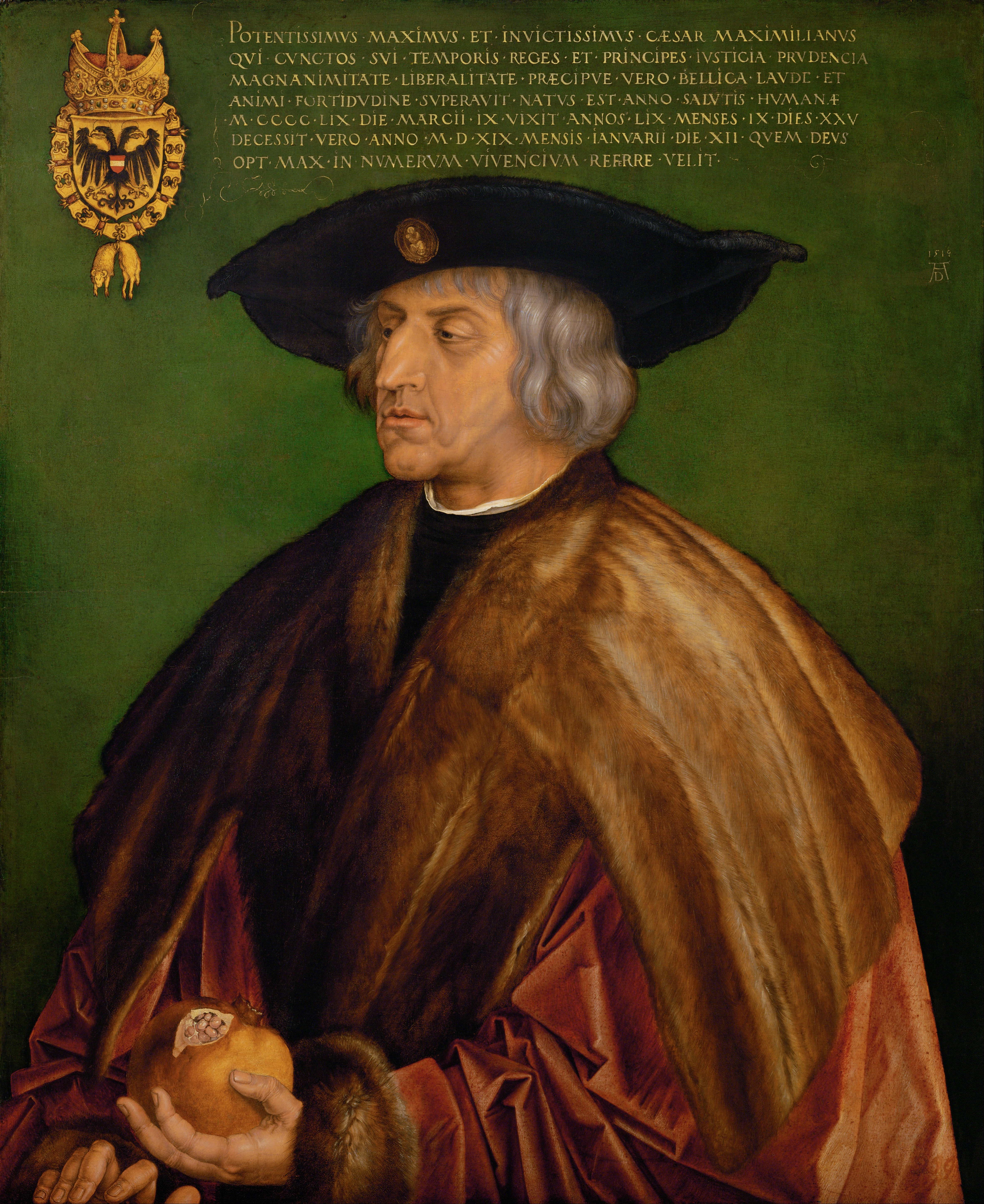
Maximilian I. Albrecht Dürer, 1519

Machiavelli wurde am 19. Juni 1507 zum Geschäftsträger der Republik beim späteren römisch-deutschen Kaiser Maximilian I. gewählt, was wenige Tage darauf auf Druck von Aristokraten zurückgenommen wurde, da der Sohn eines verarmten Anwalts ihnen nicht standesgemäß schien. Stattdessen schickte man Francesco Vettori, der aber nicht die üblichen, geforderten Berichte an Piero Soderini lieferte. Machiavelli war über die Entscheidung bitter enttäuscht. Er fühlte sich betrogen und zurückgesetzt. Am 17. Dezember machte sich Machiavelli dann doch im Auftrag der Stadt nach Südtirol auf und traf am 11. Januar 1508 in Bozen beim Kaiser ein.
Aus der folgenden Zusammenarbeit mit Vettori entstand eine lebenslange Freundschaft. Machiavellis Aufgabe war es, dem Kaiser Florenz zu erklären; unlösbar für ihn, da Maximilian offenbar selbst nicht klar war, was er wollte. Machiavelli blieb bis zum Frühjahr beim Kaiser und verfasste darüber Berichte, unter anderem Politischer Zustand Deutschlands im Anfang des 16. Jahrhunderts.
Die Eindrücke der Reise über die Schweiz nach Deutschland reflektierte er und kam zu dem Ergebnis, die Schweizer genössen „ohne jeden Unterschied des Ranges – mit Ausnahme derer, die als gewählte Amtsträger tätig sind – eine wirkliche freie Freiheit“, im Gegensatz zu Florenz, wo es seiner Meinung nach „eine unfreie Freiheit“ gab, die nicht nach persönlichem Verdienst, sondern nach Familie ging. Damit kehrte Machiavelli laut Reinhardt eine jahrhundertealte Werteordnung um: Die Schweizer und Deutschen seien nicht mehr Barbaren, sondern Vorbild für Italien.

#### Sieg von Machiavellis Bürgermiliz in Pisa
Im Februar und März führte Machiavelli seine Bauernmiliz nach Pisa, das am 8. Juni 1509 nach kurzem Kampf kapitulierte. Pisa wurde nach Ansicht Machiavellis für seinen langjährigen Widerstand nicht genügend bestraft, so dass es sich bei nächster Gelegenheit wieder erheben würde. Dennoch war der triumphale Sieg über Pisa der größte politische Erfolg Machiavellis, der ihm jedoch nur kurz gedankt wurde. Er selbst musste nach Verona, während Luigi Guicciardini, ein Patrizier, seinen deutlich prestigeträchtigeren Auftrag in Mantua übernahm, was Machiavelli als „unerträgliche Herabwürdigung“ betrachtete.

#### Kontakt zu Leonardo da Vinci; Empirisches Denken
Mit Leonardo da Vinci arbeitete er in seiner Zeit in Florenz eng zusammen. So waren beide am Hofe Cesare Borgias, der von da Vinci gemalt wurde. Um Pisa zu besiegen, wurde erwogen, einen Kanal zu bauen, um den Arno umzuleiten und auf diese Weise Pisa vom Meer abzuschneiden. An diesem Kriegsprojekt war da Vinci als Naturforscher und Zeichner beteiligt. Er malte ein Bild über die Schlacht von Anghiari, und Machiavelli beschrieb diese Schlacht in den Florentiner Geschichten. Dirk Hoeges geht davon aus, dass Machiavelli durch die Zusammenarbeit mit da Vinci lernte, dass Erfahrungswissen (Empirie) eine sicherere Quelle ist als das bisher übliche Wissen der Humanisten. Laut Hoeges machte Machiavelli zur Grundlage von Der Fürst die Erfahrung, „die über die Dauer vieler Jahre zur kompetenten Wahrnehmung der Wirklichkeit geführt hat.“

#### Florenz im Machtkampf zwischen Frankreich und dem Papst
Florenz geriet 1510 zwischen die Fronten im unerwarteten Konflikt zwischen Papst Julius II. und dem französischen König Ludwig XII. Machiavelli wurde daraufhin nach Lyon geschickt, wo er am 7. Juli 1510 eintraf. Traditionell hatte Florenz ein Bündnis mit dem französischen Hof, wollte es sich aber nicht mit dem Papst verscherzen. Florenz war in einer schwierigen Position zwischen den Blöcken, die beide Unterstützung verlangten und beide ungleich stärker waren. Dieser Konflikt war nicht auflösbar, so dass Machiavelli bis zum September dort bleiben musste, ohne eine diplomatisch „klare Linie“ zu finden. So schickte er, was sehr ungewöhnlich war, seine Berichte ohne jegliche Kommentare nach Florenz. In ihnen schätzte er die kommende politische Weltmachtstellung des mit dem Papst verbundenen Spanien völlig falsch ein. Florenz entschied sich für Frankreich und gegen den Papst. Volker Reinhardt urteilt, „die Macht der Tradition“ habe hier in einer Krisenlage „auch in einem so unkonventionellen Geist“ gewirkt; zudem sei er zum „Gefangenen seiner eigenen Dogmen“ geworden: „Spanien zählte nicht, weil es sich von den ewig gültigen Vorbildern des alten Roms entfernt hatte.“
Im Oktober 1510 erkrankte der greise Papst schwer, erholte sich aber schnell wieder. Wäre der Papst zu dem Zeitpunkt gestorben, hätte Machiavelli seine Hauptwerke vermutlich nie geschrieben. In dem Machtkampf lud Ludwig XII. zu einem Konzil nach Pisa zum 1. September 1511 ein. Pisa gehörte zu Florenz und stimmte dem Konzil zu, womit Florenz sich endgültig die Feindschaft des Papstes zuzog. Der Papst berief daraufhin selbst zu einem Konzil nach Rom in den Lateran ein.
Im Mai 1511 wurde Machiavelli nach Monaco geschickt. Die Mission verlief ergebnislos, sticht aber aus den zahlreichen Missionen Machiavellis insofern heraus, als er während dieser Mission ausdrücklich als Botschafter bezeichnet wurde.
Im September 1511 wurde Machiavelli angesichts der ungeklärten Lage wieder zum französischen König geschickt. Sein Auftrag war zu erreichen, dass das kompromissverhindernde Konzil in Pisa entweder abgesagt oder verlegt würde, oder dass mindestens die anreisenden Kardinäle nicht über Florenz reisen würden, um den Papst nicht weiter zu provozieren. Aber die Reise war erfolglos. Der Papst verhängte sogar ein Interdikt über Florenz. Am 4. Oktober 1511 wurde Machiavelli zur Rückkehr abberufen.
Die Situation in Florenz wurde immer prekärer, da Ferdinand II. und die Republik Venedig mit dem Papst eine Heilige Liga bildeten. Deswegen wurde Machiavelli im November 1511 als Quartiermeister mit 300 Fußsoldaten seiner Miliz nach Pisa geschickt. Die Pisaner hatten den angereisten Kardinälen bisher eine standesgemäße Begrüßung verweigert. Er sollte dies nachholen und die Kardinäle dazu bewegen, das Konzil anderswo fortzusetzen. Danach musste er Soldaten anwerben, da Florenz sich auf einen Krieg mit dem Papst vorbereitete. Im selben Monat hob der Papst das Interdikt wieder auf; die Kardinäle reisten von Pisa nach Mailand.
Der florentinische Kardinal Giovanni de’ Medici, der spätere Papst Leo X., gewann in Rom immer mehr Einfluss. Es schien so, dass eine Übereinkunft mit dem Papst zustande kommen würde. Trotzdem stand Piero Soderini weiter zum französischen König. Man schickte Antonio Strozzi als Botschafter nach Rom, um die Lage zu sondieren.
Im Februar 1512 eroberten französische Truppen Brescia und besiegten am 11. April trotz vieler Gefallener auf eigener Seite die Truppen der Heiligen Liga bei Ravenna. Kardinal Giovanni de’ Medici geriet in Gefangenschaft, konnte aber kurz darauf durch Glück nach Rom fliehen.
Da Florenz weiter im Alarmzustand war, erhielt Machiavelli immer wieder Aufträge für militärische Missionen, um Soldaten auszuheben und Festungen zu inspizieren.
Am 13. Juni 1512 gewannen päpstliche Truppen Bologna zurück; Pavia wurde von den Schweizern erobert. Mailand wurde am 20. Juni eingenommen. Am 11. Juli 1512 versuchte der spanische Botschafter in Florenz, die Republik zum Beitritt zur Liga gegen Frankreich zu überreden. Doch das Staatsoberhaupt Piero Soderini setzte weiterhin auf die Franzosen. Am 30. Juli 1512 versuchte sich Florenz gegen ca. 30.000 Dukaten von Frankreich freizukaufen; wie Reinhardt urteilt, „Politik im schlimmsten Kaufmanns-Stil“, die Machiavelli schon gegenüber Cesare Borgias Dominanz ein Jahrzehnt früher versucht hatte. Mit diesem Kompromiss verärgerte man zusätzlich noch den französischen König.

#### Diplomatische und militärische Totalniederlage von Florenz
Am 22. August 1512 wurde Machiavelli von seinen militärischen Missionen zurückgerufen. Die päpstliche Allianz wollte unter spanischer Führung gegen Florenz vorgehen. Der spanische Heerführer Raimondo de Cardona bot Florenz an, gegen Zahlung von 30.000 Florin abzuziehen. Florenz lehnte ab; als aber am 29. August Prato erobert und grausam geplündert worden war, sah sich die Stadt gezwungen, die Summe an Spanien zu entrichten, um nicht wie Prato zu enden.

### Rückkehr der Medici, Sturz Machiavellis
Am 31. August wurde Soderini aus Florenz geführt; die Medici kehrten, vom spanischen Vizekönig geschützt, zurück. Kardinal Giovanni de’ Medici, sein Bruder Giuliano und sein Neffe Giulio übernahmen die Macht, verteilten Posten an ihre Gefolgschaft und entfernten diejenigen, denen sie misstrauten – darunter an prominenter Stelle Machiavelli. Er verlor seine Ämter (Jahresgehalt 200 Florin) am 7. November, ihm folgte Niccolò Michelozzi nach. Der Erste Kanzler, Marcello Virgilio Adriani, behielt dagegen wie die meisten Amtsträger sein Amt, bis er 1522 starb. Herfried Münkler sieht Machiavellis Amtsenthebung als Beleg für die politische Bedeutung, die die Medici ihm zusprachen. Drei Tage später, am 10. November 1512, verurteilte man Machiavelli dazu, 1000 Florin zu hinterlegen, die sein „künftiges Wohlverhalten“ sicherstellen sollten. Da er nicht genügend Kapital besaß, sprangen drei Freunde ein. Am 17. November wurde Machiavelli verboten, den Regierungspalast zu betreten, obwohl noch öffentliche Gelder in seinem Besitz waren und er diese dort abrechnen musste; dabei wurde kein Fehlbetrag gefunden, was für Volker Reinhardt dafür spricht, dass Machiavelli den „Ruhmestitel“, „unbestechlich zu sein“, zu Recht führte.

#### Gefangenschaft und Folter
Die wiederhergestellte Herrschaft der Medici blieb nicht unbestritten. Verschwörer um Agostino Capponi und Pietropaola Boscoli konspirierten gegen die Medici und erstellten im Februar 1513 eine Liste, in der sie Gegner der Medici nannten; auf Platz sieben stand Machiavelli. Er war nicht zuhause, als die Staatspolizei ihn aufsuchte, stellte sich aber kurz darauf.

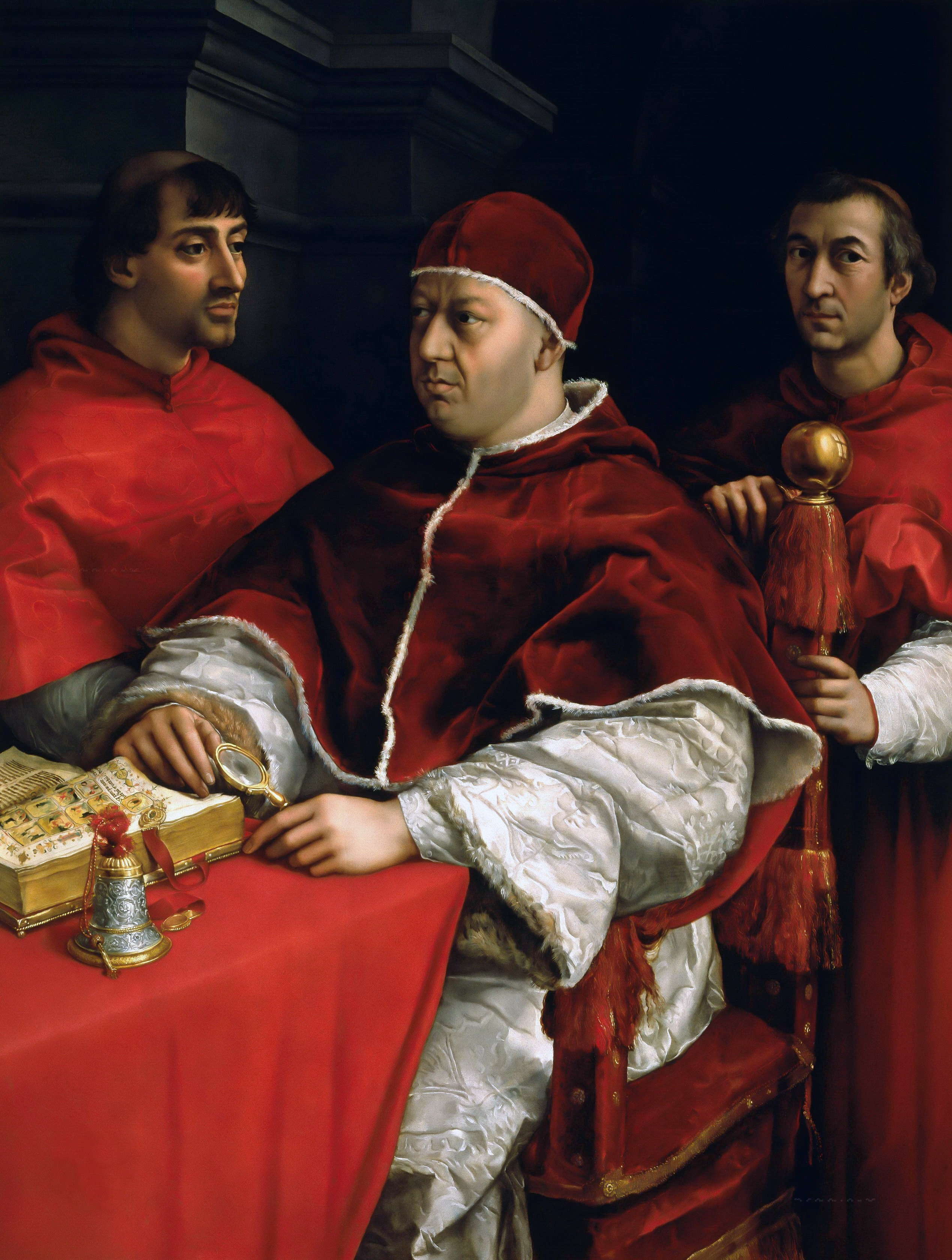
Porträt des Papstes Leo X. mit den Kardinälen Giulio de’ Medici, dem späteren Clemens VII. und Luigi de’ Rossi, Gemälde von Raffael, um 1518–1519, Florenz, Uffizien

Wie damals üblich, wurde Machiavelli bei den Verhören gefoltert und sechsmal ohne Ergebnis ‚aufgehängt‘; Capponi und Boscoli richtete man am 23. Februar hin. Am 11. März 1513 wurde Giovanni de’ Medici zum Papst gewählt und nannte sich Leo X. Dies wurde in Florenz gefeiert und die Gefangenen amnestiert, so dass Machiavelli am 12. März wieder frei war. Für Volker Reinhardt „ist es äußerst unwahrscheinlich, dass er [Machiavelli] sich in das dilettantische Komplott von Februar 1513 verwickeln ließ.“

#### Der Fall von Florenz als Bruch im Leben Machiavellis
Machiavelli war von der Niederlage der florentinischen Republik – mit der sein persönliches Scheitern einhergegangen war – tief getroffen. Er reflektierte den Fall der Republik Florenz in einem Brief, den er an eine anonyme Adlige richtete, und kritisierte seinen politischen Führer Soderini scharf. Nach Machiavelli war Piero Soderini „ein Gefangener seiner Illusionen“. Einige Wochen später kritisierte Machiavelli in einem Brief an Piero Soderini, der nach Siena ins Exil gegangen war, in den Worten von Volker Reinhardt, dass Soderini „das Grundgesetz der Politik, dass der Zweck die Mittel heiligt, nicht nur verkannt, sondern in sein ängstliches Gegenteil verkehrt hat. Er wollte es zu vielen recht machen und hat darüber die erste Pflicht des Staatsmanns, den Staat um jeden Preis zu erhalten, vernachlässigt.“ Eigene politische Fehler sah und analysierte er dabei nicht.
Des Weiteren schrieb Machiavelli drei Sinngedichte zum Fall von Florenz. Eines ist Giovanni Battista Soderini, einem Neffen Piero Soderinis, gewidmet und handelt von der Glücksgöttin Fortuna. Machiavelli kommt in dem Gedicht zu dem Schluss, dass Fortuna „über ihre Feinde Schande und Elend ausbreiten“ kann, aber „die Gesetze der Politik kann sie nicht verändern.“ Denn: „Der perfekt geordnete Staat kann das launische Glück ausschalten.“ Das zweite Gedicht Von der Gelegenheit ist Filippo de’ Nerli gewidmet: Wer virtù hat, nutzt die Gelegenheit (occasione), ohne Reue zu zeigen. Das dritte Gedicht Über die Undankbarkeit, gewidmet Giovanni Folchi, hat auch einen persönlichen Bezug:

„Durch dieses Gedicht will ich aus dem Herzen reißen

oder zumindest mildern den Schmerz über das Unglück,

der in mir tobt und wütet“

Machiavelli, der Reformer, erntet seiner Meinung nach nur Undank durch Neid und Missgunst seiner Florentiner Mitbürger.

#### Leben in Armut

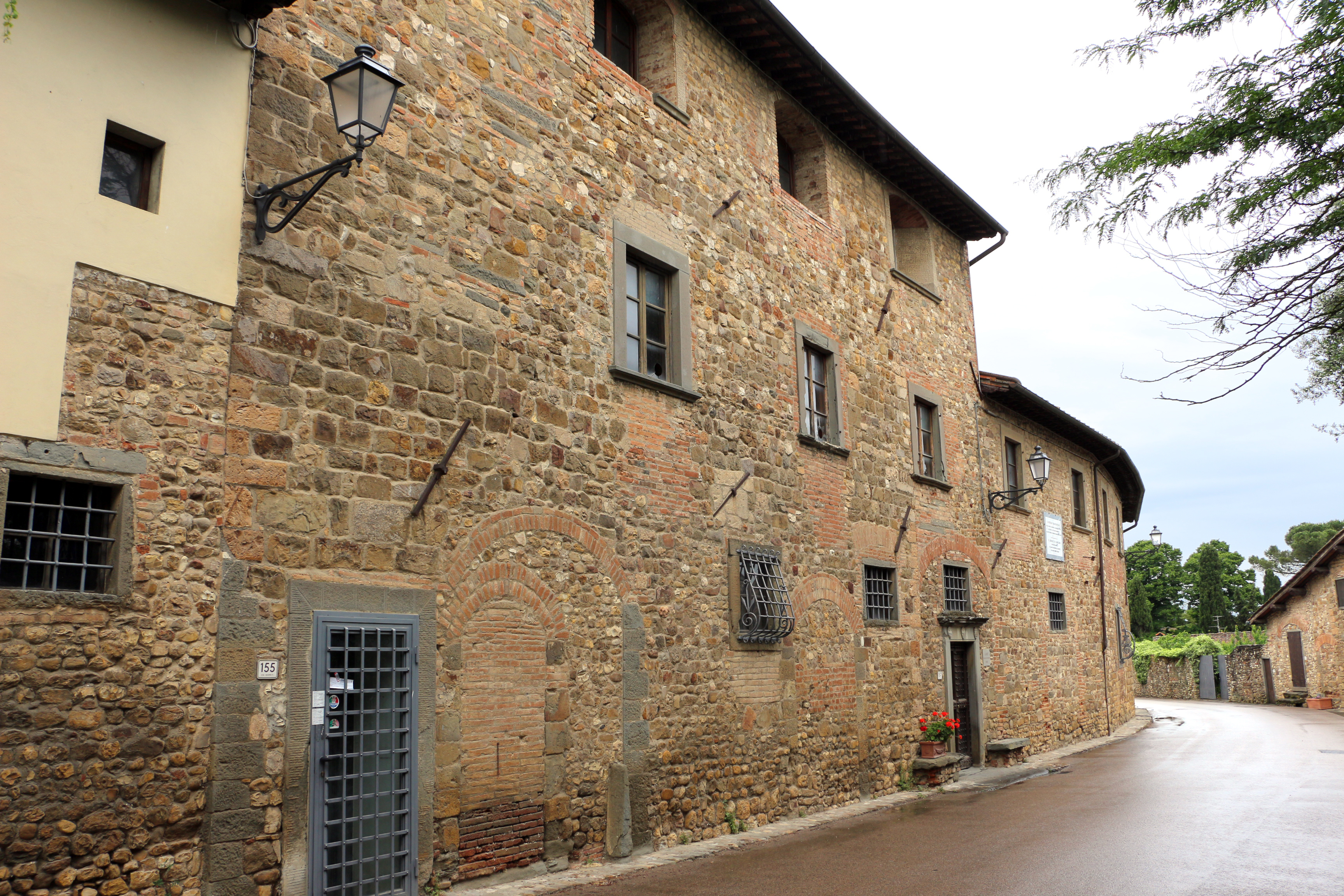
Ansicht der Casa Machiavelli, Machiavellis Wohnsitz während seines Exils in San Casciano in Val di Pesa, Ortsteil Sant’Andrea in Percussina

In den folgenden Jahren wohnte er mit seiner Frau und den mittlerweile sechs Kindern auf seinem kleinen Landgut, das Albergaccio in dem Dorf Sant’Andrea in Percussina 15 Kilometer südwestlich von Florenz. Machiavelli ertrug es nicht mehr, tatenlos in Florenz zu leben, da er bei den Medici nicht mehr gefragt war. Innerhalb eines halben Jahres nach seiner Folter schrieb er sein berühmtestes Werk Il Principe 1513. Der ursprüngliche Titel hieß De principatibus (Von den Fürstentümern) und „ist ein sprachliches Täuschungsmanöver, das die Humanisten lächerlich machen soll.“ Die Kapitelüberschriften sind lateinisch verfasst, der Text aber in der toskanischen Volkssprache, dem heutigen Italienisch.

### Streben nach politischer Rehabilitierung und der Rückkehr in politische Ämter
Machiavelli versuchte in der Zeit seiner allmählich gelockerten Verbannung, durch politische Dienste und Schriften in Ämter und Würden zurückzukehren. Dieses Bestreben bestimmte den Rest seines Lebens.

#### Reisen, Verfassungsanalysen und Denkschriften Machiavellis
Machiavelli unternahm einige Geschäftsreisen (1516 Livorno, 1518 Genua, 1519 und 1520 Lucca). In dem Memorandum Über die Angelegenheiten von Lucca schrieb er, dass die Verfassung für Florenz „vorbildlich sein sollte“, da die Mitglieder der Stadtregierung nicht über zu viel persönliche Macht verfügten und der Große Rat kontrolliert wurde. Wer dort zehn Mal notiert wurde, musste tatsächlich gehen. Schon in den Discorsi schrieb Machiavelli, dass „die republikanischen Grundwerte … bei der breiten Masse besser geschützt“ würden als bei den einflussreichen Familien.

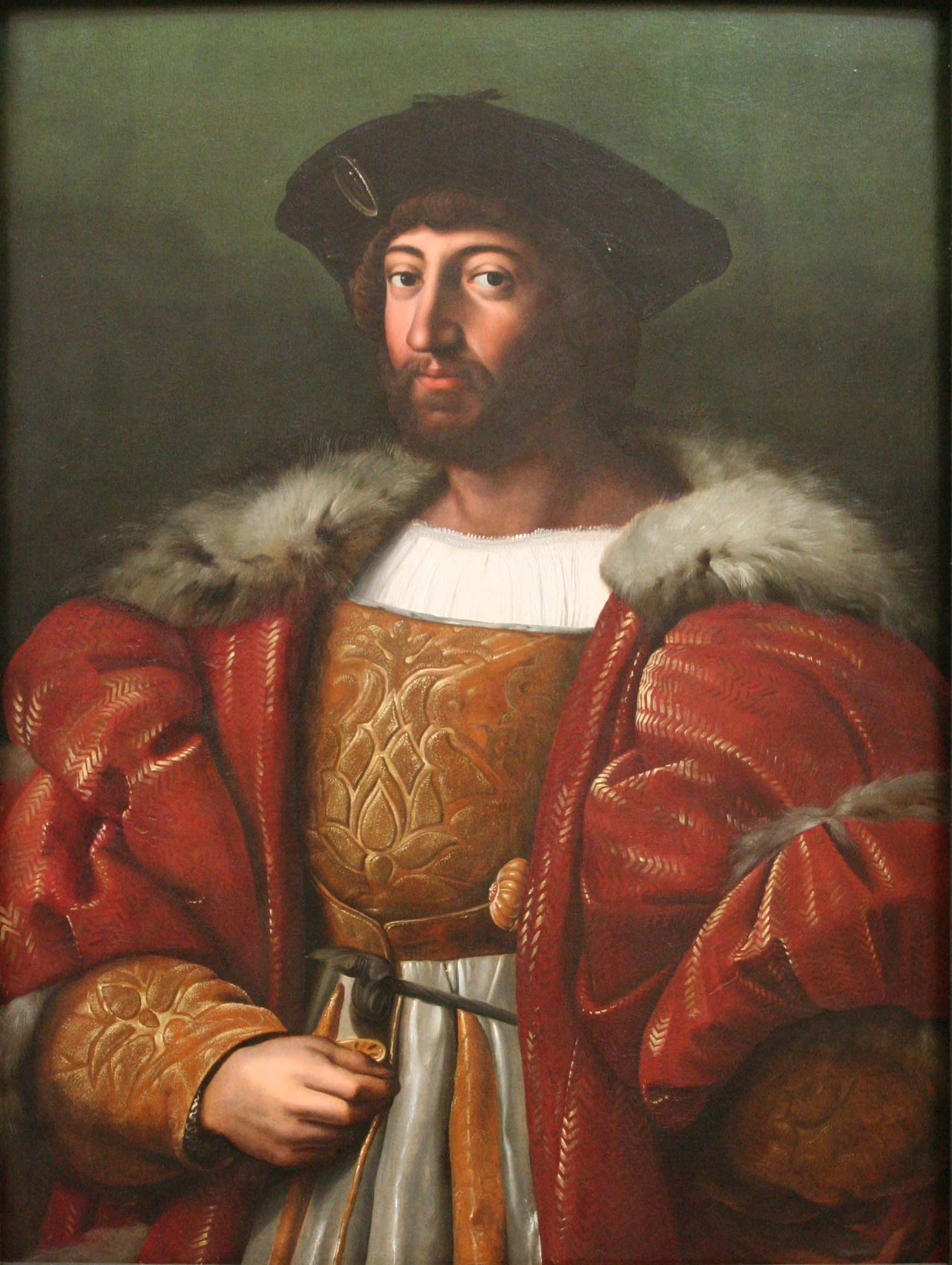
Lorenzo de’ Medici, Herzog von Urbino

Nach dem frühen Tod Lorenzo de’ Medicis am 4. Mai 1519 veranstaltete der Kardinal Giulio de’ Medici (später Papst Clemens VII.) „ein regelrechtes Brainstorming“ über die Zukunft der Stadt Florenz. Machiavelli beteiligte sich mit der Denkschrift Abhandlung über die florentinischen Angelegenheiten nach dem Tod Lorenzo de’ Medicis. Machiavelli empfahl dem Kardinal, nach einer Analyse der Geschichte der Stadt, dass die Medici zunächst an der Macht bleiben sollten, es solle aber „einen engen Rat der 65, einen mittleren Rat der 100 und einen großen Rat der 1000“ geben: Ersterem solle die Exekutive obliegen, dem dritten die Legislative und dem mittleren eine Scharnierfunktion. Nach dem Ableben der Medici solle alle Macht an die Räte gehen. Machiavelli war sich sicher, dass die verbliebenen Medici nicht mehr lange leben würden, da 1520 nur zwei zehnjährige illegitime Kinder, Alessandro de’ Medici und Ippolito de’ Medici, für die nächste Generation der Medici zur Verfügung standen.
In dieser bahnbrechenden Schrift, für Reinhardt einem „unerhörten Memorandum“, zog Machiavelli den praktischen Nutzen aus seiner Schrift über die Fürstentümer. Für eine derartige, revolutionär wirkende Offenheit gab es nicht nur kein Vorbild, Machiavellis Menschenbild der ambizione und der avarizia sprach selbst dagegen, dass die Medici freiwillig mit Blick auf ihr zu erwartendes Ableben präventiv auf die Macht verzichteten. Auch das von ihm verfasste „Gesetz der Geschichte“ sprach dagegen. In seiner Rolle als „Außenseiter […] quer zu den Mächtigen und außerhalb aller einflussreichen Zirkel“ hatte Machiavelli nichts mehr zu verlieren; tiefer als im Jahr 1519 konnte Machiavelli nicht mehr fallen. Zu gewinnen hatte er durch solche schonungslosen Betrachtungen aber auch nichts. Die beiden Medici setzten nichts von Machiavellis Vorschlägen um und förderten auch keinen Neuanfang seiner Karriere.
Im Mai 1521 wurde Machiavelli vom Amt für öffentliche Angelegenheiten in Florenz nach Carpi (bei Modena) geschickt, um einen Fastenprediger auszusuchen. Die Mission war erfolglos, aber Machiavelli berichtete in zynischen Briefen von seiner Reise. Dadurch verlor er Reputation bei den Regierenden und den eigenen Glauben an die Wirksamkeit seines Rates.

#### Krise und Behauptung der Medici
Am 1. Dezember 1521 starb Leo X. mit 46 Jahren. Wie von Machiavelli erwartet und mit wenig Feingefühl veröffentlicht, blieb den Medici neben den beiden jungen unehelichen Söhnen nur noch der Kardinal Giulio de’ Medici, der nun erneut aufrief, Ideen zu sammeln, wie es mit Florenz weitergehen solle. Machiavelli nahm auch diesmal kein Blatt vor den Mund und forderte „eine Republik zu schaffen, die sich auf den gemeinsamen Nutzen aller Bürger gründete:“

„Kein Gesetz ist vor Gott und den Menschen lobenswerter als die Ordnung, die eine wahre, einige und heilige Republik begründet, in der man frei beratschlagt, klug diskutiert und das Beschlossene getreulich ausführt.“

Nach Machiavelli sollte es einen Großen Rat geben mit „umfassenden Kompetenzen, Gesetze zu erlassen“; einen mittleren Rat „mit hundert Mitgliedern, die sich um Steuern und Finanzen kümmern“ und „zehn frei gewählte «Reformer»“ sollen zusammen mit dem Kardinal Giulio de’ Medici alles Weitere regeln, durften jedoch die Rechte des Großen Rates nicht antasten, und ihre Vollmacht war auf ein Jahr beschränkt. Damit war das Ende der Medici für Machiavelli besiegelt.
Im Juni 1522 wurde der Niederländer Adriaan Florisz d’Edel zum Papst Hadrian VI. gewählt. Hadrian VI. versuchte in Rom Reformen durchzusetzen und verschaffte sich viele Feinde; als er am 14. September 1523 starb, trauerten wenige Kardinäle.
Am 19. November wurde der letzte Medici Kardinal Giulio de’ Medici zum Papst Clemens VII. ernannt. Machiavelli war sicherlich verzweifelt darüber, wie viel Glück die Medici hatten. In Florenz wurde einer der beiden unehelichen Söhne, Alessandro de’ Medici, als Stellvertreter von Kardinal Giulio de’ Medici benannt. Da Alessandro erst zwölf Jahre alt war, wurde Kardinal Silvio Passerini (* 1469, † 20. April 1529) als Florentiner Sachwalter bestimmt; die von Machiavelli favorisierte Republik führten die Medici nicht ein.

#### Widerwilliges Arrangement mit der Herrschaft der Medici

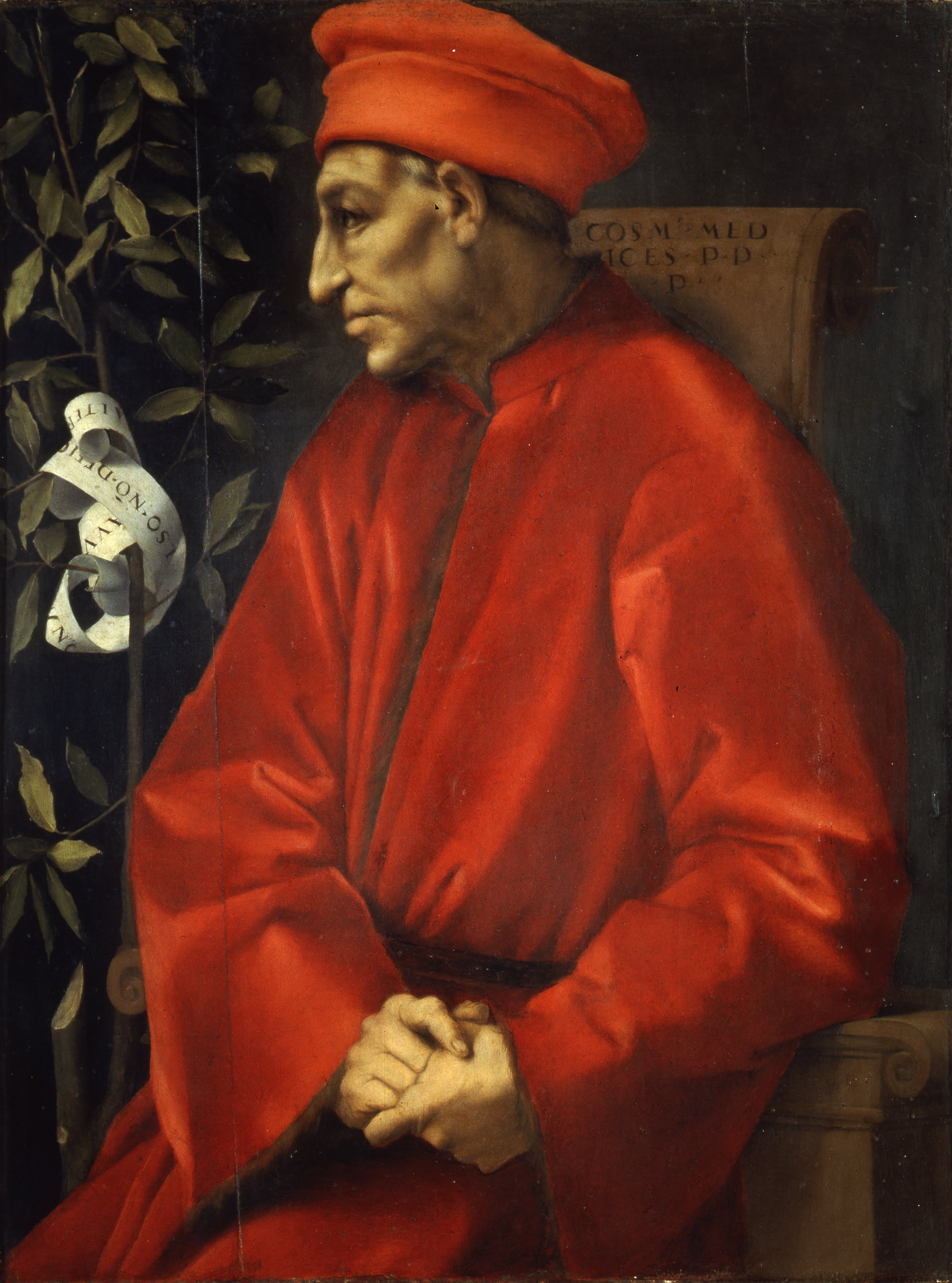
Cosimo de’ Medici

Machiavelli blieb wenig übrig, als sich mit der Präsenz der Medici zu arrangieren. Im Auftrag Kardinal Giulio de’ Medicis schrieb Machiavelli die Geschichte von Florenz (Istorie Fiorentine) und erhielt dafür 100 Florin. In dem Werk beschrieb er die Medici positiv, äußerte aber – nach Volker Reinhardt – unterschwellige Kritik: Im März 1525 war die Istorie Fiorentine bis zum Jahr 1492 fertig. Weiter wagte Machiavelli nicht zu schreiben und fürchtete, beim jetzigen Papst vollends in Ungnade zu fallen, wenn er seine Sicht unverschlüsselt schreibe. So wählte Machiavelli einen Mittelweg. Er lobte scheinbar Cosimo de’ Medici (1389–1464) und stellte ihn als perfekten Fürsten dar, aber er stellt ihn auch als Paten von Florenz dar, da dank seines Geldes alle von ihm abhängig waren. Cosimo befriedete Florenz, lähmte aber gleichzeitig den Ehrgeiz. Dadurch erstickte er den Antrieb bei den Bürgern, selbstständig zu sein. Außerdem stiegen die Anhänger der Medici in Florenz auf und nicht die Besten, was die Medici, nicht aber den Florentiner Staat stärkte.
Machiavelli schrieb dieses Geschichtswerk inhaltlich im Gegensatz zu den bisher üblichen – moralisch wertenden – Werken, da er die eigentlichen, pessimistisch eingeschätzten Triebkräfte menschlichen Handelns in der Geschichte beschrieb. Nach Reinhardt ging es Machiavelli darum, „hinter die Fassaden der Propaganda zu blicken und die Kräfte aufzuzeigen, die ungerechte Sozial- und Staatsordnungen zusammen hielten: Täuschung und Gewalt auf der Seite der Mächtigen, Angst und Aberglaube bei den Unterdrückten.“
So berichtet Machiavelli in der Istorie Fiorentine vom Aufstand der rechtlosen Wollarbeiter (Ciompi-Aufstand) 1378. Ihre Forderungen waren nach Machiavelli unter anderem, eine eigene Zunft zu bekommen und einen Anteil an den Ämtern in Florenz. Der Aufstand scheiterte nach Machiavelli deshalb, weil die Solidarität der Wollarbeiter nicht groß genug war und sie den Aufstand aus Furcht vor Strafe nicht bis zum Ende durchzogen, also nicht ausreichend Entschiedenheit bewiesen. Machiavellis Auffassung nach hätten die Wollarbeiter „dafür sorgen [müssen], dass [sie] für das, was [sie] in den letzten Tagen getan haben, nicht bestraft werden können. […] denn wo viele die Gesetze übertreten, wird niemand belangt.“ Machiavelli hielt damit den passiven Florentinern den Spiegel vor: „Alle Macht ist Raub und all ihre Rechtfertigung pure Ideologie.“
Machiavelli übergab das Werk im Mai 1525 dem Papst Clemens VII. Er gab Machiavelli dafür 120 Golddukaten aus seinem persönlichen Vermögen. Am 11. oder 12. Juni verließ er Rom und erreichte Faenza am 21. Juni. Im Auftrag des Papstes sollte Machiavelli mit Francesco Guicciardini über das Verhalten der Italiener gegenüber Karl V. sprechen. Machiavellis Idee, die Romagna militärisch aufzurüsten, wurde aber von Guicciardini und dem Papst abgelehnt, so dass Machiavelli am 26. Juli nach Florenz abreiste. Während dieser Zeit schloss er Freundschaft mit Guicciardini.

#### Der Sturz der Medici und die gescheiterte Rückkehr Machiavellis
Im August 1525 reiste Machiavelli im Auftrag der florentinischen Wollzunft nach Venedig, um einen Konflikt zwischen Kaufleuten zu lösen. Am 22. Mai 1526 wurde die Liga von Cognac gegründet, da sich der Konflikt des Papstes mit Kaiser Karl V. verschärfte. Im Frühjahr bekam Machiavelli vom Papst den Auftrag, die Verteidigung von Florenz zu verstärken, unterstützt durch Pedro Navarro. Machiavelli war, wie zu seiner Zeit als Zweiter Kanzler, wieder im Palazzo Vecchio aktiv.
Im Auftrag von Florenz – im Lager des Medici-Papstes – reiste Machiavelli zu Francesco Guicciardini, im September 1526 in die Romagna und am 30. November 1526 nach Modena.

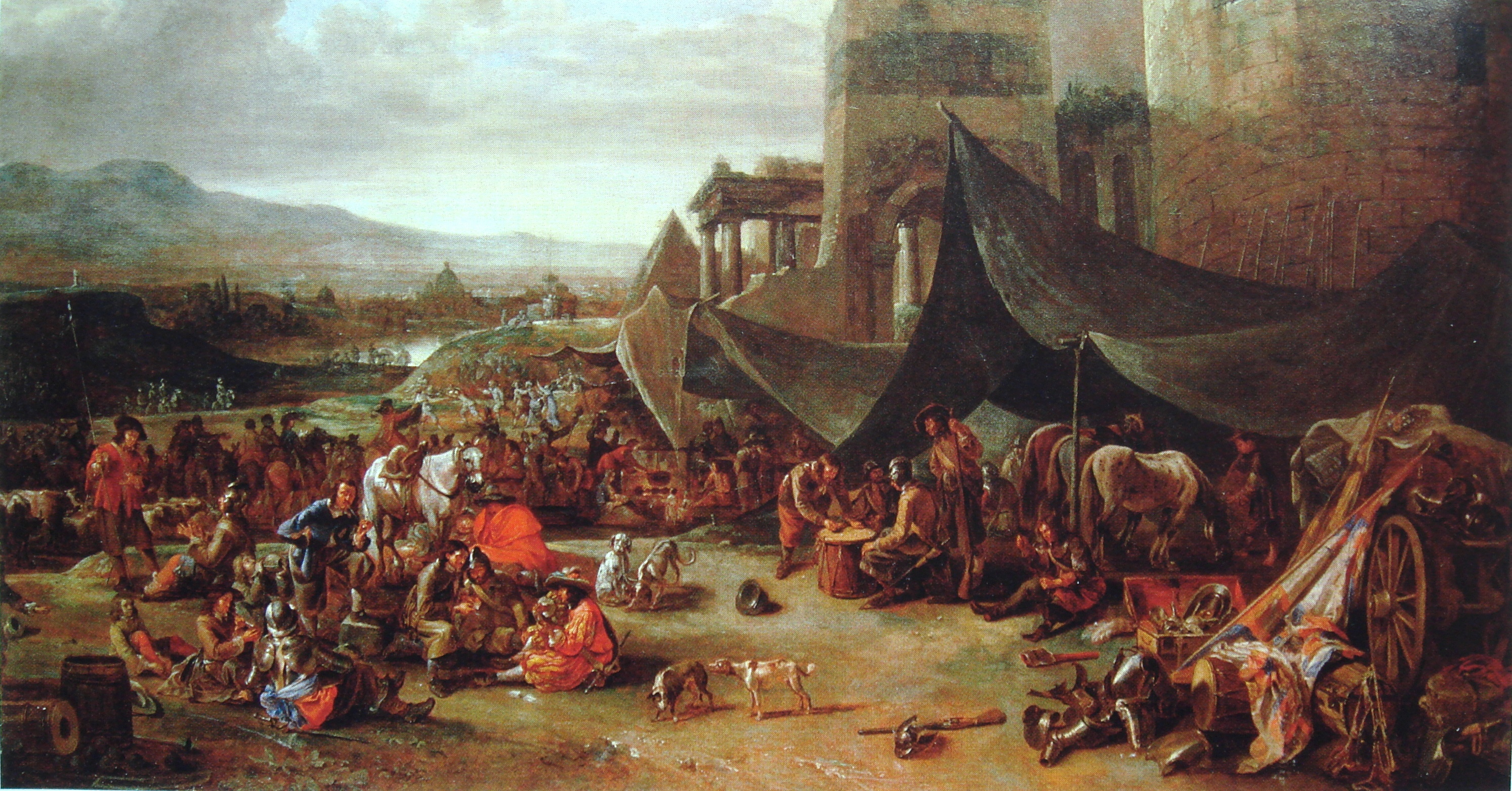
Die Plünderung Roms
Gemälde von Johann Lingelbach aus dem 17. Jahrhundert

Florenz verhielt sich wieder passiv, statt, wie Machiavelli, der keine kaiserliche und deutsche Präsenz in Italien wollte und lieber die Medici ertrug, es vorschlug, die Entscheidungsschlacht zu suchen. Die Uneinigkeit der Italiener begünstigte die Eindringlinge. Das kaiserliche Heer überquerte den Apennin, aber Florenz wurde nicht erobert und geplündert, sondern am 6. Mai 1527 Rom (Sacco di Roma). Der Papst flüchtete erst in die Engelsburg und einem Gerücht zufolge danach nach Civitavecchia. Dorthin wurde Machiavelli geschickt, um die Flucht des Papstes mit dem Schiff zu organisieren; am 22. Mai 1527 schickte er von dort einen Brief an Guicciardini, der Machiavellis letzte bekannte Schrift ist.
Nach dem Fall Roms endete auch die Zeit der Medici in Florenz. Nach einer erfolgreichen Rebellion gegen die „verhassten Medici“ wurde die Republik ausgerufen und die frühere Verfassung am 16. Mai 1527 wieder in Kraft gesetzt.
Daraufhin bewarb sich Machiavelli um eine Sekretärsstelle, erhielt aber wegen seiner scheinbaren Nähe zu den Medicis auf der Sitzung des Großen Rates am 10. Juni 1527 nur 12 gegen 555 Stimmen. Stattdessen wurde Francesco Tarugi zum Zweiten Kanzler gewählt. Elf Tage darauf, am 21. Juni 1527, starb Machiavelli an einem Magenleiden.

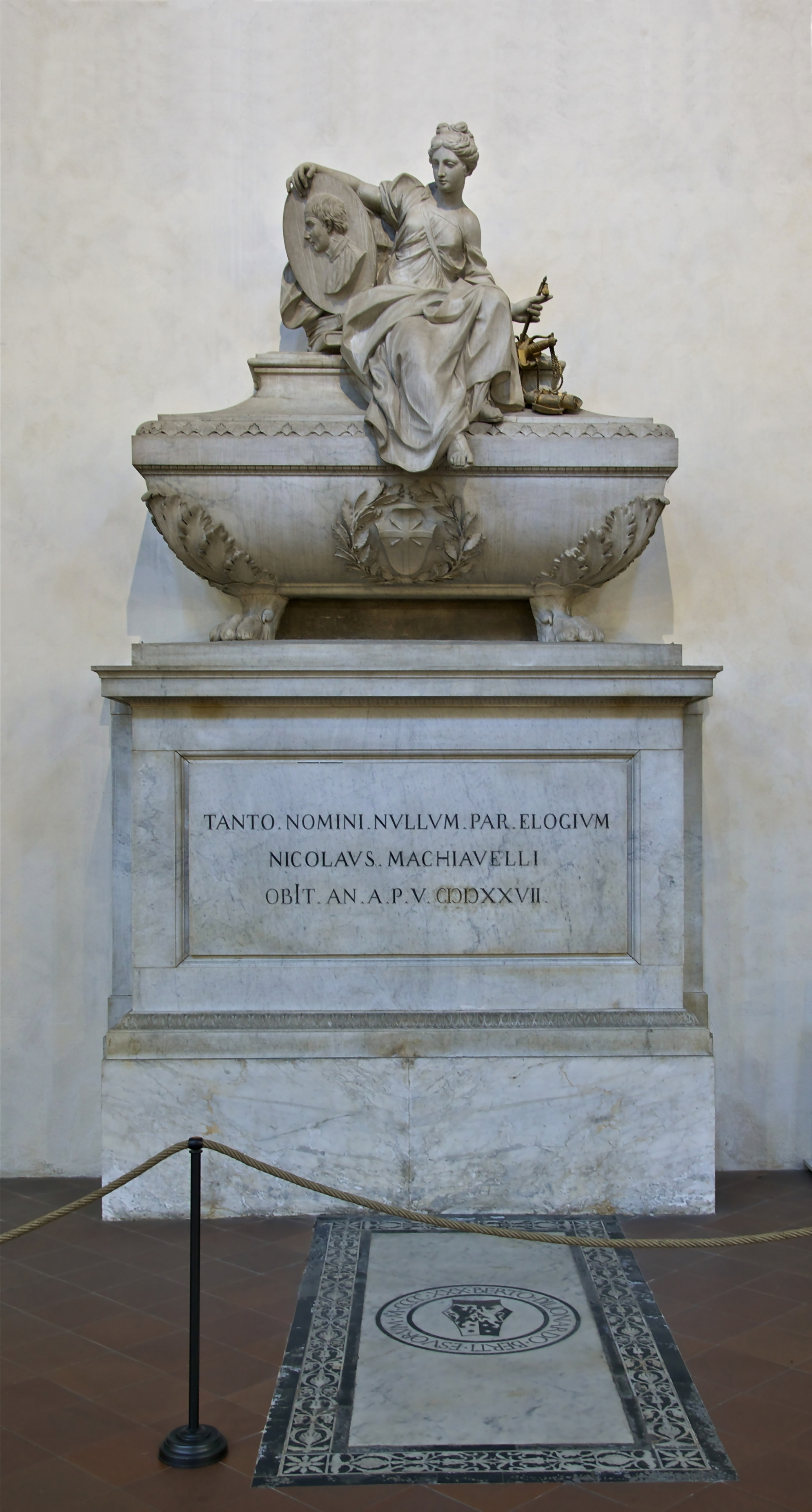
Grab Niccolò Machiavellis in der Kirche Santa Croce

Sein Grabmal befindet sich in der Kirche Santa Croce in Florenz. Ein britischer Bewunderer ließ 300 Jahre nach dem Tod folgende Inschrift anbringen: TANTO NOMINI NULLUM PAR ELOGIUM – ,Solchem Namen ist kein Lobesspruch ebenbürtig‘, darunter Name und Sterbedatum: OBIT AN. A. P. V. M D X X V I I – OBIIT Anno A Partu Virginis MDXXVII – starb im Jahre nach der jungfräulichen Geburt 1527.

### Vermächtnis
Machiavellis politisches Vermächtnis findet sich in seinen vier Hauptwerken. Dazu gehören neben seinem bekanntesten Buch Il Principe (Der Fürst) von 1513, das erstmals 1532 posthum erschien, die Discorsi sopra la prima deca di Tito Livio (Abhandlungen über die ersten zehn Bücher des Titus Livius), die er von 1513 bis 1517 schrieb und die 1532 veröffentlicht wurden, sowie seine 1521 verfasste Istorie fiorentine (Geschichte von Florenz) und sein im selben Jahr entstandenes Werk Dell’Arte della guerra (Von der Kriegskunst).
Es gibt große Widersprüche zwischen den einzelnen Schriften Machiavellis. So handeln die Discorsi eher vom Aufbau und den Vorteilen einer republikanischen Verfassung, während Il Principe sich mit Alleinherrschaft und den damit verbundenen machtpolitischen Überlegungen beschäftigt. Diese Widersprüche lassen sich jedoch auflösen, wenn man alle seine Werke betrachtet; so schreibt sein Biograph Dirk Hoeges: „Das Mißverständnis, dem er von Beginn an ausgesetzt ist, resultiert aus seiner Reduzierung auf den Politiker und auf den Autor des «Principe»; erforderlich aber ist der Blick auf sein Gesamtwerk und die Einsicht in den untrennbaren Zusammenhang aller seiner Teile zum Verständnis jedes einzelnen.“

## Machiavelli als politischer Philosoph
Machiavelli widmete sich nach seinem Sturz einer umfassenderen schriftstellerischen Tätigkeit und dem Ziel einer politischen Rehabilitierung. In dieser Zeit entstanden seine beiden Hauptwerke Il Principe, welches er unmittelbar nach seinen schweren Folterungen mit „verkrüppelten Händen“ niederschrieb, und die Discorsi. Gedruckt wurden beide Bücher 1531 und 1532.

### Il Principe – Der Fürst als Herrscher
Machiavellis Buch Il Principe (Der Fürst) steht nur stilistisch in der langen Tradition der Fürstenspiegel, inhaltlich waren diese für ihn „hohles Geschwätz“, geprägt von „Wunschdenken“. Er bricht mit der Tradition normativer Fürstenspiegel bereits damit, dass sein Fürst kein Erbfürst ist, sondern sich den Thron im politischen Spiel selbst errungen hat.
Nach Volker Reinhardt formuliert Machiavelli in diesem Werk als erster überhaupt die Grundsätze der Staatsräson, dass nämlich ein Herrscher, um die elementaren Notwendigkeiten des Staates zu erfüllen, „die Gesetze der traditionellen Moral verletzen“ können müsse (Trennung von Moral und Politik), sonst gehe er mit dem Staat zusammen unter. Für einen Herrscher sei es demnach gleichgültig, ob er als gut oder als böse gilt, wichtig sei nur der Erfolg, der voraussetzt, vom Volk nicht gehasst zu werden und folgende drei Gebote zu beachten: „Du sollst dich nicht an den Gütern deiner Untertanen gütlich tun; du sollst dich nicht an ihren Frauen vergreifen; du sollst nicht einfach aus Spaß töten.“
Zudem verlange erfolgreiche Politik außerdem „die Kunst, den richtigen Schein zu erzeugen.“ Machiavelli schreibt im Fürstenbuch:

„Die Menschen urteilen im Allgemeinen nach dem Augenschein, nicht mit den Händen. Sehen nämlich kann jeder, verstehen können wenige. Jeder sieht, wie du dich gibst, wenige wissen, wie du bist. Und diese wenigen wagen es nicht, sich der Meinung der vielen entgegen zu stellen. Denn diese haben die Majestät des Staates zur Verteidigung ihres Standpunkts.“

Der Fürst muss die traditionelle Moral vorgeblich wahren können, aber er darf auch – im Interesse der Staatsräson – vor Gewalt und Terror nicht zurückschrecken.
Machiavelli untersucht verschiedene erfolgreiche Fürsten der Geschichte. Francesco I. Sforza kommt in seinem Urteil dem Ideal recht nahe, aber nur Cesare Borgia könnte ein perfekter Fürst sein, weil er den Mut hatte, seine Feinde in Senigalla zu ermorden, und weil er seine Macht in den eroberten Gebieten geschickt erhielt. Er beging jedoch einen Fehler, als er, nachdem sein Vater gestorben war, dem neuen Papst vertraute, der ihn schließlich jedoch entmachtete. Borgia also „wurde gewogen und zu leicht befunden.“ Einen perfekten Fürsten kennt die Geschichte in Machiavellis Augen also nicht, er verspricht jedoch, dass die Anleitung des Principe es ermögliche, zum perfekten Fürsten zu werden. Machiavelli widmete das Buch Lorenzo di Piero de’ Medici. In der Schlusspassage gab Machiavelli Lorenzo die Aufgabe, Italien von den Barbaren zu befreien und zu einen. Deshalb verehrte man Machiavelli im 19. Jahrhundert als Ahnherren der italienischen Nationalbewegung, was laut Volker Reinhardt nicht zutrifft; Machiavelli habe nur „eine gemeinsame Abwehrfront“ gegen Eingriffe von außen bilden wollen. Außerdem betrachtet Volker Reinhardt das Buch als ein Bewerbungsschreiben an Lorenzo.
Volker Reinhardt sieht in dem Werk einen „Bruch mit der politischen, philosophischen und theologischen Tradition.“ Die Macht wurde von der traditionellen Moral freigesprochen. Nach Reinhardt löste das Werk zwei „Schockwellen“ aus, die eine dadurch, „dass der Politik die Maske der Wohlanständigkeit heruntergerissen und Herrschaft als Inszenierung der Propaganda entlarvt wurde“, die zweite, indem „diese bestürzenden Fakten beschrieben, analysiert und ohne jeden Aufruhr zur ethischen Besinnung akzeptiert wurden.“ Den ersten bekannten Kommentar zu diesem Werk machte Francesco Vettori in einem Brief vom 18. Januar 1514.
Il Principe wurde Lorenzo di Piero de’ Medici gewidmet, nachdem der Autor das Werk zuerst Giuliano di Lorenzo de’ Medici hatte widmen wollen. „Diese Widmungen Machiavellis enthalten ungeachtet des Themas klare und scharfe, mit den Mitteln humanistischer Rhetorik ausgestaltete Kritik an den Medici des Cinquecento“, für die er nur Verachtung übrig hat. Als der wichtigste Berater Lorenzos, Francesco Vettori, diesen auf das Werk hinwies, zeigte Lorenzo kein Interesse daran. “He had absolutely no interest in reading a work like The Prince, and if he had read it, he would not understand it.” (deutsch: „Er hatte absolut kein Interesse daran, ein Werk wie „Der Fürst“ zu lesen, und falls er es gelesen hätte, hätte er es nicht verstanden.“)

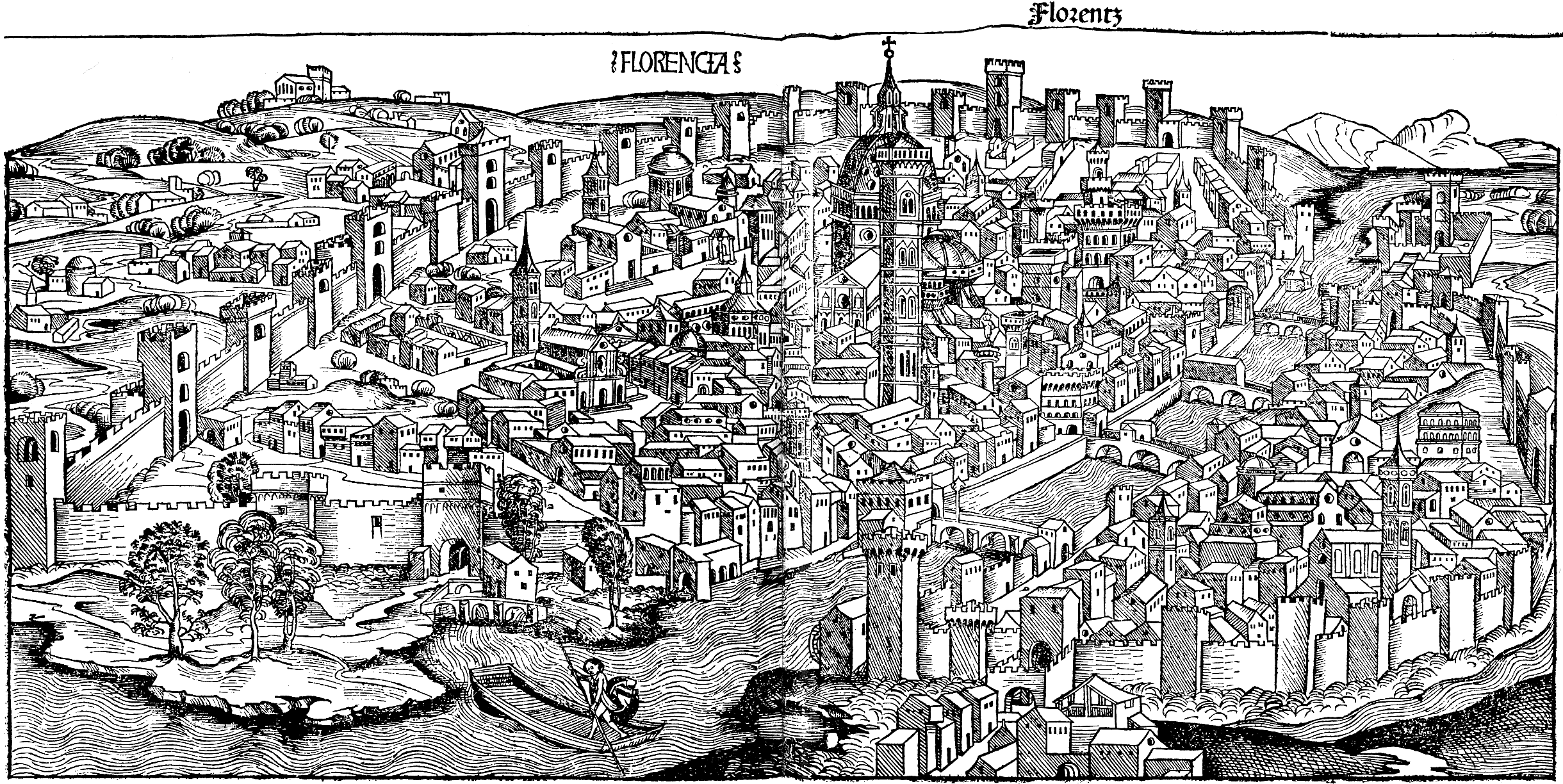
Die Stadt-Republik Florenz um 1500

In seinem berühmtesten Werk beschreibt nach Hoeges Machiavelli, wie ein Herrscher politische Macht gewinnen und bewahren kann, wobei das politische Ziel die Errichtung einer Republik sein sollte. Das Werk wird oft als Verteidigung des Despotismus und der Tyrannei solcher machtbewussten Herrscher wie Cesare Borgia verstanden, aber Borgia, so postuliert Hoeges, ist „nicht der «principe» Machiavellis“. Borgia ist gefährlich, „aber Gefährlichkeit macht keinen principe.“ Borgia ist unglaubwürdig, aber nach Machiavelli muss ein Fürst glaubwürdig sein. Hoeges äußert sich dazu folgendermaßen: „Was er [Borgia] verkörpert, ist die furcht- und schreckenserregende Darstellung von Macht, die sich im Ausnutzen des Augenblicks, im virtuosen Vabanque, d. h. riskantes Unterfangen, zeigt und bis zum nächsten Mord reicht.“ In Machiavellis „Herrschernovelle «Castruccio Castracani» [entwirft …] er seinen Modellfürsten, den «principe nuovo»“ (Neuer Fürst), aber „«Il Principe» kennt keinen realen Akteur, der den Fürsten verkörpert. Als Typus ist er [der neue Fürst] ein humanistisches Konstrukt, zusammengesetzt aus Mythos, Geschichte und Gegenwart, und als Projektion derealisiert.“ Das heißt, Machiavelli konstruiert einen Idealfürsten, der aber von keiner lebenden Person je erreicht werden kann. Moses kommt, so sieht es Hoeges, „mehr als jeder andere“ dem Idealfürsten nahe.
Nach Maurizio Viroli bricht Machiavelli in dem Fürstenbuch mit zwei Traditionen. Ein guter Fürst sollte nach den alten Traditionen nicht wild und brutal wie ein Löwe sein und nicht so listig und täuschend wie ein Fuchs, sondern er sollte tugendhaft herrschen. Machiavelli lehrt nach Viroli genau das Gegenteil. Viroli zitiert eine Stelle aus dem Werk:

„Und weil denn ein Fürst imstande sein soll, die Bestie zu spielen, so muss er von diesen den Fuchs und den Löwen annehmen; denn der Löwe entgeht den Schlingen nicht, und der Fuchs kann dem Wolf nicht entgehen. Er muß also ein Fuchs sein, um die Schlingen zu kennen, und ein Löwe, um die Wölfe zu schrecken.“

Als zweites bricht Machiavelli mit der Tradition, dass ein Fürst generös sein muss, indem er Freunde beschenkt und auch selber im Luxus zu leben hat. Ein Fürst, der dies befolgt, schmeichelt aber nur ein paar Mitläufern und ruiniert mit dem Luxusleben sein Fürstentum.
Nach Viroli lehrt Machiavelli aber nicht, dass der Zweck die Mittel heilige, sondern dass der Fürst nicht fürchten muss, brutal und geizig zu sein, und er das Notwendige machen muss, um das Ziel zu erreichen.

### Die Discorsi – Das Wesen einer starken Republik
In dem Werk Discorsi, welches vermutlich parallel zum Fürstenbuch entstand, entwickelt Machiavelli das vor dem Hintergrund des Il Principe scheinbar erstaunliche Ideal einer Republik ohne Fürsten. So soll „Macht und persönlicher Status stets getrennt“ und der „Staatsschatz stets wohlgefüllt, der Bürger hingegen arm“ sein. Die Discorsi sind ein Kommentar zum Geschichtswerk „Ab urbe condita“ des Titus Livius, der die Geschichte der römischen Republik beschreibt. Machiavelli zieht die römische Geschichte heran, um aus ihr seine Überzeugungen zu gewinnen und zu festigen: „Über alles, auch über sich selbst, konnte Machiavelli spotten, doch nicht über die Größe Roms. Dieser Glaube verlieh ihm Halt, Orientierung, Gewissheit und ein Quäntchen Optimismus in den Jahren der politischen Kaltstellung und Isolation.“
Machiavelli war nach Maurizio Viroli erstaunt, dass die Juristen zu seiner Zeit sich an das römische Recht anlehnten, die Künstler die klassische Kunst imitierten und die Ärzte von der Antike lernten, aber „kein Herrscher und kein Freistaat, kein Feldherr und kein Bürger auf die Beispiele früherer Zeiten zurück[griff]“. Für Maurizio Viroli wurden die Discorsi ein intellektueller und politischer Wegweiser für alle, die eine freie Republik begrüßen. Während Machiavellis Lebenszeit erlangten die Discorsi kaum eine Bedeutung.
Beide Werke waren vorerst nur zur Lektüre durch ausgewählte Leser bestimmt. Francesco Guicciardini konnte die Discorsi nach Machiavellis Tod lesen und kritisierte die Romgläubigkeit besonders, da „Livius’ Erzählung von der römischen Frühzeit aus patriotischen Sagen bestand [, aber Machiavelli] las diese erbaulichen Legenden als lauter Wahrheit“. Außerdem könne man die Zeit der römischen Republik nicht mehr mit dem Florenz des 16. Jahrhunderts vergleichen.

### Die Kunst des Krieges
Im August 1521 wurde Über die Kunst des Krieges (Dell’Arte della guerra) gedruckt. Geschrieben hat Machiavelli dieses Werk auch für seine Freunde der Orti-Oricellari-Gruppe. Mit ihnen verkehrte Machiavelli in dieser für ihn unbefriedigenden Zeit, was ihm half, seinem Leben einen Sinn zu verleihen. Gewidmet ist es Lorenzo di Filippo Strozzi, der ihn während der dunklen Jahre gelegentlich beschenkte und ihn bei Kardinal Giulio de’ Medici eingeführt hatte.
Maurizio Viroli behauptet, dass für Machiavelli die Praxis der Kriegskunst der Abschluss und die Grundlage des zivilen Lebens ist. Machiavelli ist sich bewusst, dass Krieg verheerende Folgen hat, aber eine Republik oder ein Fürstentum muss sich verteidigen können. Ein Herrscher muss den Frieden lieben und wissen, wann er Krieg führen muss.
Das Werk wurde von bedeutenden Zeitgenossen wie Kardinal Giovanni Salviati angepriesen. Im 16. Jahrhundert wurde Über die Kunst des Krieges sieben Mal nachgedruckt und in verschiedene Sprachen übersetzt.

### Geschichte von Florenz
Im Auftrag des Kardinals Giulio de Medici verfasste Machiavelli von 1521 bis 1525 seine Abhandlung über die Geschichte von Florenz, die den Zeitraum von der Gründung der Stadt bis zum Tode Lorenzos des Prächtigen abdeckt. Diese Geschichte der Florentiner Innenpolitik und Parteikämpfe ist keine zuverlässige Historiographie, sondern folgt mit historischen Lehrstücken in rhetorischer Sprache (Historia magistra vitae) humanistischen Traditionen und exemplifiziert – besonders durch den Einbau fiktiver Reflexionen und Reden der beschriebenen Akteure – Machiavellis politische Ideen.

### Machiavellis Geschichts- und Menschenbild
Nach Alessandro Pinzani wird die „traditionelle aristotelische Definition des Menschen als zôon politikon“ von Machiavelli verworfen. „Der Mensch ist in Machiavellis Augen ein Wesen, für das kein Ideal von individueller Vervollkommnung – wie bei Aristoteles – mehr gilt. Somit wird auch die teleologische Geschichtsauffassung des politischen Aristotelismus verworfen, wonach das Telos der Geschichte die Vervollkommnung der menschlichen Natur – sprich: der politischen Natur des Menschen – sei. Die politische Gesellschaft entsteht nach Machiavelli nicht aufgrund irgendeines Plans der Natur, sondern ‚durch Zufall‘ (Discorsi I 2,11)“.
Machiavelli sieht die Geschichte „keineswegs in einem kontinuierlichen Fortschritt ‚zum Besseren‘, wie Kant und Hegel später behaupten werden, noch ist sie als Heilsgeschichte zu lesen“. Die „Menschheit bewegt sich vielmehr unendlich in einem Kreis“. Nach Alessandro Pinzani übernimmt Machiavelli durch Polybios Platons Theorie des Verfassungskreislaufes. Deswegen ist das Minimalziel für Machiavelli nur, „die unausweichliche Dekadenz der Republik möglichst zu verlangsamen“. Deswegen muss die Verfassung der Republik eine Mischform sein. So schreibt Machiavelli in den Discorsi folgendes:

„Nach meiner Meinung sind daher alle diese Staatsformen verderblich, und zwar die drei guten wegen ihrer Kurzlebigkeit und die drei anderen wegen ihrer Schlechtigkeit. In Erkenntnis dieser Mängel haben weise Gesetzgeber jede der drei guten Regierungsformen für sich allein vermieden und eine aus allen dreien zusammengesetzte gewählt. Diese hielten sie für fester und dauerhafter, da sich Fürst, Adel und Volk, in ein- und denselben Staat zur Regierung vereinigt, gegenseitig überwachen“

Alessandro Pinzani stellt einen Geschichtszyklus vor, der die Discorsi nach seiner Meinung durchzieht:

Nach einer „wohlgeordneten Republik“ entsteht durch „Sittenverfall und politischer Dekadenz“ der „Zustand der Anarchie“. Die Anarchie wird durch eine „Neuordnung durch einen Fürsten bzw. Gesetzgeber“ wieder zu einer „wohlgeordneten Republik“ werden usw.
August Buck (1911–1998) behauptete 1985, Machiavelli habe den Verfassungskreislauf zwar übernommen, aber verändert: „Während Polybios' an die ständige Wiederholung des Zyklus glaubt, bezweifelt Machiavelli, daß ein und derselbe Staat den Zyklus häufiger durchläuft, da dieser meist vorher durch äußere Einwirkungen beendet wird.“ Gennaro Sasso (* 1928) schrieb 1965 dazu, „die Mischregierung [sei] tatsächlich der endgültige Abschluss des Zyklus der wiederkehrenden Staatsverfassungen“ bei Machiavelli.
Nach Dirk Hoeges ist die Geschichtsschreibung Machiavellis hervorgegangen aus einer Kritik an der bisherigen Geschichtsschreibung, die die inneren Angelegenheiten der Stadt Florenz verdrängt und die äußeren hervorgehoben habe; diese sah er als eine parteiische Geschichtsschreibung an, in der die Konflikte innerhalb der Stadt ausgeblendet würden. „Die absichtliche Eliminierung der inneren Geschichte durch Leonardo Bruni und Poggio Bracciolini, Sympathisanten der Medici, bewirkt eine Änderung seiner eigenen Konzeption, die Geschichte der Stadt zu schreiben.“ Hoeges zufolge entdeckte Machiavelli dadurch das „elementare Movens ihrer Geschichte […], das in Destruktion und Zwietracht, in Disharmonie und konkurrierenden zerstörerischen Gegensätzen lag.“ Das Fehlen dieser Elemente habe verhindert, dass Florenz so groß wurde wie Rom oder Athen.
Peter Schröder zufolge ähneln die Gedankengänge Machiavellis dem Konzept des Soziologen Max Weber in seinem Vortrag Politik als Beruf, in dem dieser dem Verantwortungsethiker mehr politischen Sachverstand einräumt, weil er mit der Schlechtigkeit der Welt rechne, als einem Anhänger der Gesinnungsethik. Schröder postulierte 2004, der Unterschied zwischen Machiavelli und Weber liege „allein darin, dass erster diese Tatsache ungeschminkt ausspricht, während Weber sie in ein gefälliges, sozusagen zivilisiertes Vokabular kleidet.“

### Virtù, Fortuna, Ambizione, Necessità und Occasione
„Virtù (Tugend/Tüchtigkeit) ist der Kernbegriff in Machiavellis Theorie und politischer Lehre.“ Unter dem Begriff virtù versteht Machiavelli die politische Energie bzw. den Tatendrang, etwas zu tun. „Seine an der politischen Realität orientierten Ratschläge sind nicht auf ein wünschbares (Tugend)-Ideal ausgerichtet, sondern auf ihre Tauglichkeit für die Praxis.“ Sowohl einzelne Menschen als auch ganze Völker können Träger dieser Kraft sein. Diese virtù ist nie gleich verteilt. Wo sie allerdings war, führte sie zu großen Reichen. So hatte das Römische Reich eine so große Macht erreicht, weil seine Anführer und sein Volk von viel virtù beseelt waren. Folglich kann man diese metaphysische Kraft nicht erzwingen, aber man kann günstige Voraussetzungen für sie schaffen, z. B. in der Struktur der Verfassung. Die Bürger müssen zur virtù erzogen werden.
Gegenspielerin der virtù ist die fortuna in Anlehnung an die Glücks- und Schicksalsgöttin der Römischen Mythologie. Sie steht für das Schicksal, den Zufall, aber auch für die Gelegenheit. Sie ist der unberechenbare Faktor in der politischen Rechnung. „Diese Begrifflichkeit erlaubt es Machiavelli, mit christlichen Vorstellungen zu brechen.“ Machiavelli sieht den Herrscher immer in einem Kampf gegen fortuna. Allerdings macht diese nur etwa die Hälfte des Erfolges aus; die andere Hälfte ist bestimmt durch Willenskraft (virtù) und praktische Vorbereitung. Für letzteres stellt ein großer Teil von Machiavellis Werk einen praktischen Ratgeber für Soziales Handeln dar.
Weitere wichtige Begriffe sind laut Schröder ambizione (Ehrgeiz), necessità (Notwendigkeit) und occasione (Gelegenheit). Ambizione stellt für Machiavelli die entscheidende Triebfeder menschlichen Handelns dar. „Dieser Begriff ist […] bei Machiavelli weitgehend negativ konnotiert, da der Ehrgeiz häufig das Allgemeinwohl den privaten, egoistischen Interessen unterordnet.“ Necessità „wird von Machiavelli als Ausdruck der politischen und staatlichen Ausnahmesituation eingeführt.“ Wenn ein politisches Gemeinwesen durch innere oder äußere Bedrohungen gefährdet ist, bilden moralische Bedenken eine untergeordnete Rolle; man wird gezwungen, amoralisch zu handeln. Zum Zwecke der Selbstbehauptung sind dann alle Mittel erlaubt.
Occasione „beschreibt den historischen Augenblick, den ein besonderer, tugendhafter Mann (uomo virtuoso) oder auch die Führungsschicht eines Staates zu nutzen verstehen muss, um sich als Gesetzgeber oder Feldherr auszuzeichnen.“ Fortuna kann, schreibt Machiavelli, nicht nur negativ wirken, sondern eine günstige Gelegenheit schaffen, in der ein guter Herrscher Gutes bewirken kann zum Wohle der Allgemeinheit, aber in der ein schlechter Herrscher dies auch ausnützen wird.

### Funktionalisierung der Religion
Zur Sicherung der im Virtù-Begriff beinhalteten Entscheidungs- und Handlungsgewalt vertraut Machiavelli auf einen rationalen Ziel-Mittel-Bezug. Cornel Zwierlein gesteht Machiavelli in diesem Sinne die „Entdeckung der funktionalen Äquivalenz“ zu. Auch der Religion wird so die Stellung eines Mittels zum Zweck zugewiesen, wie etwa im 12. Kapitel der Discorsi deutlich wird. Helmut Hein betont in diesem Sinne, der Florentiner würde „die These einer psychischen und sozialen Unverzichtbarkeit religiöser Vorstellungen und Gefühle“ vertreten, er nehme ihre Inhalte aber „nicht mehr wirklich ernst“, sondern analysiere „die (einstweilen noch nicht substituierbare) Funktion des Religiösen im Seelenhaushalt des einzelnen und für das Funktionieren der unterschiedlichsten gesellschaftlichen Institutionen und Vorgänge“.
Hans-Joachim Diesner betont, Machiavelli mache „keinen prinzipiellen Unterschied zwischen monotheistischen und anderen Religionen“ und fasse „jedenfalls das Christentum nicht als Überhöhung oder gar Vollendung des Religiösen“ auf. Er vergleiche „ohne Skrupel Heidentum, Judentum und Christentum – freilich relativ selten und mit wenigen Strichen, aber doch voller Engagement.“ Mit Peter Schröder lässt sich zusammenfassen, dass Religion bei Machiavelli „ihres ursprünglichen transzendenten Charakters entkleidet und völlig in den Dienst des Staates gestellt“ werde.

## Machiavelli als Dichter

### Satirische Werke
Neben politischen und philosophischen Schriften verfasste Machiavelli drei Komödien. Andria ist eine Übersetzung der gleichnamigen Terenz-Komödie. Die Mandragola ist eine eigenständige Komödie, die bis heute aufgeführt wird. Sie handelt von einem Jüngling, der sich in die Frau eines einflussreichen Florentiner Arztes verliebt und diese mit Raffinesse und Intrige erobert. Diese Komödie wurde vielfach als politische Allegorie gelesen. Ihr Entstehungsdatum (vermutlich 1518) ist bis heute nicht eindeutig geklärt. Ihr folgt die 1525 uraufgeführte Komödie Clizia, eine Auftragsarbeit, die das Niveau der Mandragola nicht ganz erreicht. Clizia ist stofflich an die Casina von Plautus angelehnt, aber keine direkte Übersetzung mehr. Handlungsort und -zeit wurden vom antiken Griechenland ins zeitgenössische Florenz verlegt.
Zu Machiavellis satirischen Werken zählt neben frühen Spott- und Karnevalsliedern auch eine Novelle mit dem umfangreichen Titel:

„Der Erzteufel Belfagor wird von Pluto auf die Erde gesandt, mit der Verpflichtung, eine Frau zu nehmen. Er kommt, nimmt eine Frau, und unvermögend ihren Hochmut zu ertragen, kehrt er lieber in die Hölle zurück, als sich wieder mit ihr zu vereinigen.“

In Machiavellis Werken findet sich oft ein ausgeprägter Zynismus. In einem Brief an Francesco Guicciardini schreibt er:

„Ich sage nie mehr, was ich glaube, und glaube nie mehr, was ich sage, und wenn mir doch einmal ein wahres Wort entschlüpft, verstecke ich es gleich hinter soviel Lügen, dass es nicht wieder zu finden ist.“

### Gedichte
Machiavellis dramatisches Schaffen umfasste sechs Werke, von denen nur die drei oben erwähnten erhalten sind. Mit der Besinnung auf die alten Meister der Antike im Rinascimento begannen um 1500 verstärkt Übersetzungstätigkeiten, die eng mit dem Prinzip der „imitatio“ verbunden waren. Neben der Dramengattung Tragödie erhielt die im Mittelalter gering geschätzte Komödie unter Berufung auf Terenz und Plautus einen höheren Stellenwert. Durch das die imitatio ergänzende Prinzip der aemulatio entstehen aus Machiavellis Feder das verloren gegangene Stück Le Maschere nach Aristophanes, von dessen Existenz wir durch Machiavellis Neffen Giuliano de’ Ricci wissen.
Machiavelli schrieb auch Gedichte. Am 8. November 1504 veröffentlichte er eine gereimte »Zehnjahresgeschichte« Decennali. „Machiavelli hielt sich, wie spätere Zeugnisse belegen, für einen großen Dichter in der Nachfolge Dantes und auf gleicher Augenhöhe mit einem Ludovico Ariosto.“ In diesem Gedicht verspottet er unter anderem Cesare Borgia (Herzog von Valence).

„Als der Himmel Alexander hingerafft,

  wurde die Herrschaft des Valentino

ruiniert und vielfach aufgesplittert

…

Nur Julius  nährte ihn mit großer Hoffnung;

und dieser Herzog glaubte bei anderen die Red-

lichkeit zu finden, die er selbst niemals gekannt.“

Dies Gedicht von Machiavelli benennt auch sein politisches Ziel. „Nach 548 Verszeilen folgte […] die Moral der Geschichte: Florenz braucht ein neues Militärsystem, wenn es als Staat unter Staaten, das heißt: als Wolf unter Wölfen bestehen will.“

## Rezeption

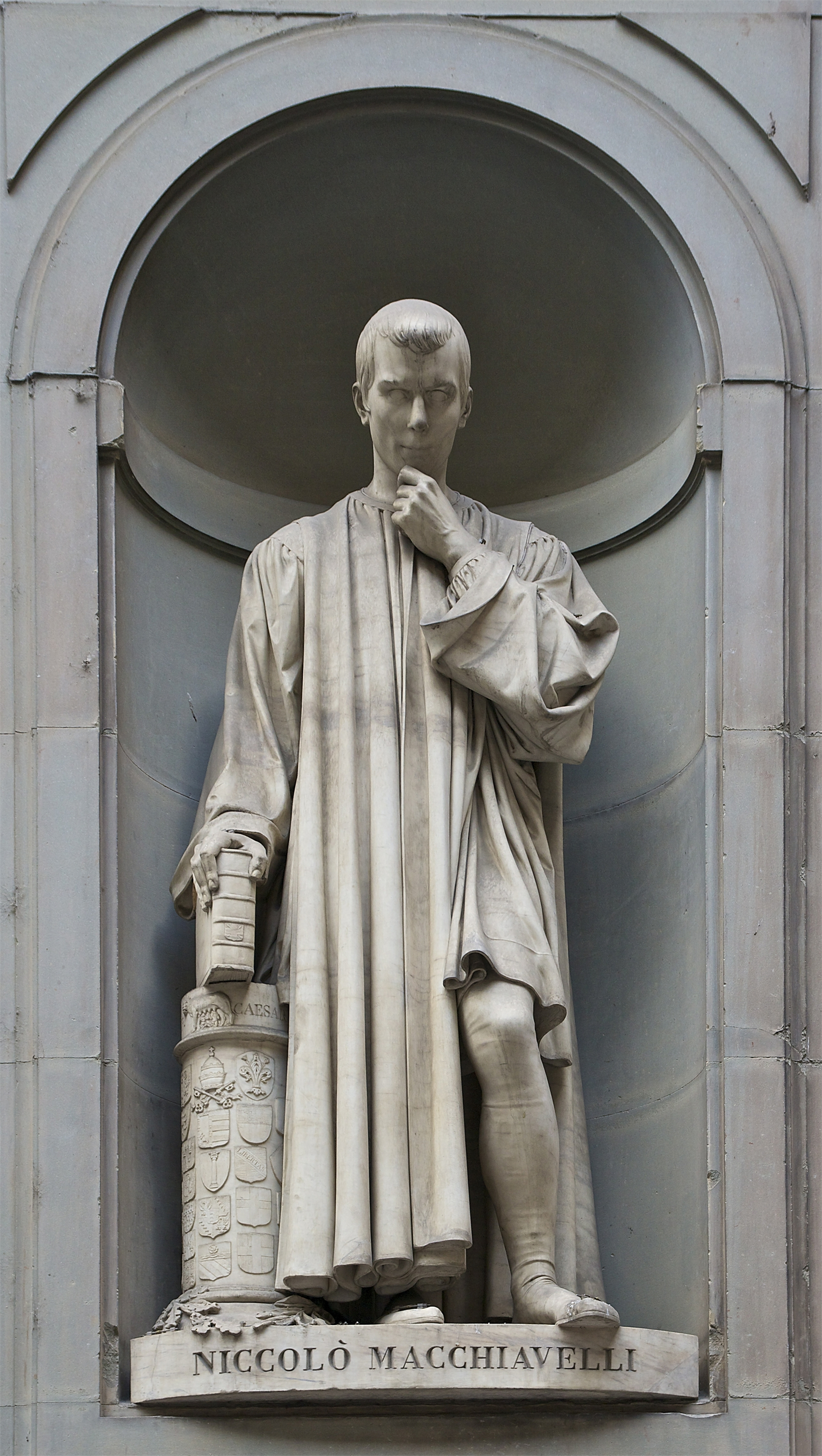
Niccolò Machiavelli (Statue bei den Uffizien in Florenz)

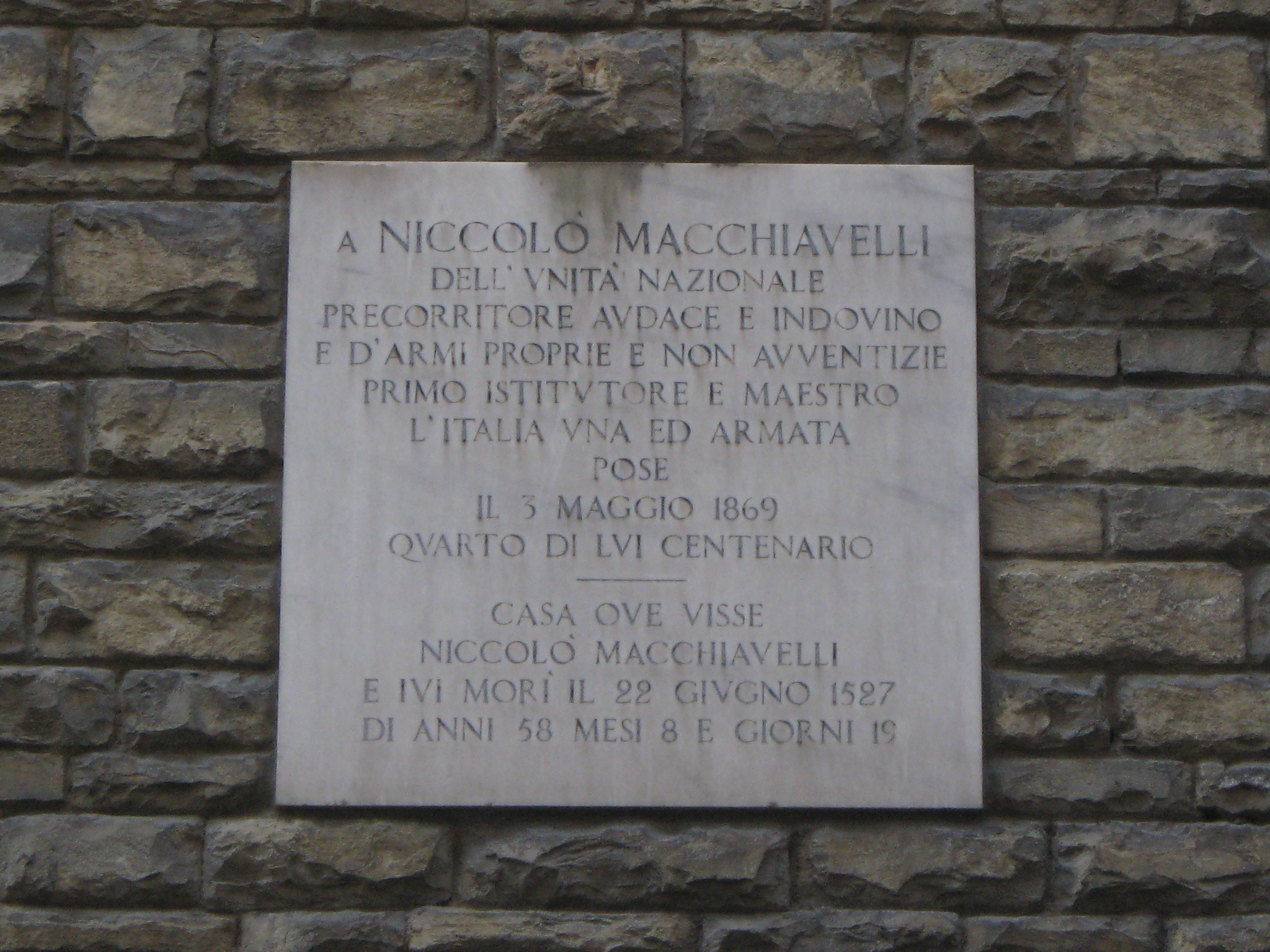
Gedenktafel in der Via Guicciardini in Florenz. Sie wurde 1869 zu Machiavellis 400. Geburtstag an seinem Wohnhaus angebracht, dieses wurde jedoch im August 1944 zerstört.

Otfried Höffe behauptet, dass eine einfache Klassifikation der Beiträge zu Machiavelli nicht möglich ist. „Vieldeutig und unerschöpflich zu sein, ist nun mal die Signatur eines Klassikers.“
Nach August Buck hat sich die Rezeption von Machiavelli wie „bei keinem anderen Autor … in Form einer durch Ideologien belasteten Polemik vollzogen, die auch nach dem Einsetzen der wissenschaftlichen Beschäftigung mit seinem Werk bis in die Gegenwart fortdauert.“ Laut August Buck begann dies mit einem Traktat von Agostino Nifo im Jahr 1523. „Mit dieser moralische[n] Ächtung Machiavellis beginnt noch zu dessen Lebzeiten die Polemik des Antimachiavellismus.“
Eine verunglimpfende und hochemotionale Polemik sieht Höffe bei Reginald Pole, Innocent Gentillet und Leo Strauss. Eine konstruktive Kritik erkennt Höffe bei Jean Bodin und eine politische Rehabilitierung bei Baruch de Spinoza, Arthur Schopenhauer, James Harrington und Andrew Fletcher sowie eine moralische Rehabilitierung bei Johann Gottfried Herder, Johann Gottlieb Fichte und Georg Wilhelm Friedrich Hegel.
Trotzdem wird nach Höffe „Machiavellis Denken, insbesondere das des Principe, … im Verlauf des 16. Jahrhunderts zum europäischen Kulturgut“. Dabei stand Machiavellis Rezeption „im Zeichen des Streites zwischen den Konfessionen, die sich gegenseitig machiavellistischer Gesinnung beschuldigten.“
Machiavellis Begriff der Staatsräson stand im 17. Jahrhundert „im Mittelpunkt der politischen Diskussion“. In Tacitus glaubte „man machiavellistische Grundsätze entdecken zu können“. In der Diskussion griff man auch auf den Namen Tacitus zurück, da man zum einen den verfemten Namen Machiavelli vermied und zum anderen konnte man mit dem römischen Namen „die Auseinandersetzung mit der christlichen Lehre umgehen.“
Man findet heute noch Ratgeberliteratur wie zum Beispiel Machiavelli für Frauen oder Machiavelli für Manager, aber sonst hat Machiavelli nach Höffe seinen Zauber verloren, denn „einige seiner Thesen erscheinen mittlerweile als selbstverständlich anerkannt.“ Wirksam ist Machiavelli nur noch, wenn man das Verhalten seines politischen Gegners als machiavellistisch benennt, es also als skrupellos bezeichnet.
In Deutschland beschäftigten sich Ideenhistoriker, Politikwissenschaftler und Soziologen wie Hans Freyer und René König noch mit Machiavelli. Niklas Luhmann widmete Machiavelli in Die Moral der Gesellschaft einen längeren Abschnitt. Aber nach Höffe ist Machiavelli „für Philosophen dagegen kein Thema mehr.“
Nach Peter Schröder gibt es zwei Linien der Rezeption. Auf Betreiben der Jesuiten setzte Papst Paul IV. 1559 Machiavellis Werke auf den Index Librorum Prohibitorum. Damit begann die frühe, pure Ablehnung auf dem europäischen Kontinent in der Gegenreformation. Den 1576 erschienenen Contre-Machiavel schrieb Innocent Gentillet, ein Hugenotte, nach der Bartholomäusnacht. „Der Name Machiavelli wurde somit in den Glaubensstreit gezogen und seine Lehre von Katholiken und Protestanten gleichermaßen als moralisch niederträchtig desavouiert. Machiavellis schlechter Ruf wurde also bereits sehr früh und aufgrund einer relativ durchsichtigen Interessenlage begründet. Diesen Hintergrund muss man zumindest im Auge haben, wenn man die in Deutschland besonders folgenreiche Auseinandersetzung durch Friedrich von Preußen sinnvoll einordnen will.“
Die zweite Linie der Überlieferung liegt in England und Schottland. James Harrington bezieht sich in seinem Hauptwerk The Commonwealth of Oceana ausdrücklich auf Machiavelli. Der Schotte Andrew Fletcher hat „sich den Republikanismus Machiavellis wie kaum ein anderer Denker in einer kleinen, aber bedeutsamen Schrift (Discourse of Government with relation to Militia’s, 1698) zu eigen gemacht.“
Schröder erwähnt auch Montesquieus Werk Vom Geist der Gesetze, welches „ebenfalls unverkennbare Anlehnungen an Machiavellis Konzeption des Republikanismus aufweist.“
Nach Volker Reinhardt gibt es sieben Hauptströmungen der Machiavelli-Rezeption. Erstens die „christliche Empörung über den teuflischen Verderber der Politik“ zum Beispiel von Kardinal Reginald Pole. Zweitens „politische Denker wie […] Giovanni Botero [der] die schwierige Synthese aus Staatsräson und Christentum zu bewerkstelligen suchte.“ Kardinal Richelieu setzte dies dann in der Praxis um. Drittens die Monarchomachen, die „Caterina de’ Medici als teuflische Schülerin Machiavellis anprangerten.“ Viertens nahm Thomas Hobbes Machiavellis Ideen zum Krieg „zum Ausgangspunkt seines Hauptwerkes Leviathan“. Fünftens der Anti-Machiavel von Friedrich II. begründete den Antimachiavellismus. Sechstens beeinflusste es Jean-Jacques Rousseau, der in Machiavelli einen verkappten Revolutionär sah, und vorführte „wie man sich der Tyrannen entledigen konnte.“ Außerdem zeigt Machiavelli nach Rousseau auf, was eine gute Republik braucht: „eine Bürgerreligion, die Patriotismus erzeugte, und einen Gemeinwillen, der den Staat stärkte und festigte.“ Siebtens wurde Carl von Clausewitz von Machiavellis Ideen zum Krieg beeinflusst.
Weiter merkt Reinhardt an, dass Machiavelli sich als „miserabler Prophet“ erwies, da die Florentiner den gegenteiligen Ideen seines Briefpartners Francesco Vettori folgten. Florenz erlebte bis in das 18. Jahrhundert eine Blütezeit, war aber keine Republik im Sinne Machiavellis und den für Machiavelli vorbildlichen Reichsstädten gehörte die Zukunft in Deutschland nicht. Auch „der moderne Staat entstand nicht aus den wenigen übrig gebliebenen Republiken wie Venedig und den eidgenössischen Kantonen, sondern aus der zentralisierten Monarchie.“
Die Auseinandersetzungen um Machiavelli begleiten die gesamte moderne Politische Theorie und Ideengeschichte bis hin zur Faschismustheorie und dem Begriff des Totalitarismus. Schon früh bildete sich die gegen die Machiavellianischen Anschauungen gerichtete Strömung des Antimachiavellismus, der zur Hauptsache Kleriker, Adelige, humanistische Philosophen, Freigeister, Aufklärer und Ethiker anhingen. Sie brandmarkten Machiavelli als Menschenfeind. Ihre berühmteste Schrift ist wohl der Antimachiavell Friedrichs des Großen, ein scharfer Angriff auf die im Fürsten vorgeschlagenen Wege, wenngleich Friedrich selbst diese Mittel einzusetzen verstand.
Die Gründerväter der Vereinigten Staaten wurden nach Bradley C. Thompson nicht direkt von Machiavelli beeinflusst, aber sie waren nach Thompson Machiavellianer, ohne es zu wissen. Eine Ausnahme bildete John Adams, der Machiavelli las und seine Ideen verarbeitete. Adams behaupte selber ein „Student Machiavelli“ gewesen zu sein.
Die politische Philosophin Hannah Arendt greift immer wieder auf Machiavellis Gedankengut zurück. Sie schreibt, „daß Machiavelli als erster […] die Heraufkunft oder die Wiederkehr eines rein weltlichen Bereichs antizipierte, dessen Prinzipien und Verhaltensregeln sich von den Geboten der Kirche emanzipierten und dessen moralische Wertsetzungen von keiner Transzendenz mehr gegründet und begründet sein würden. Dies ist der eigentliche Sinn seiner vielfach missverstandenen Lehre, dass es in der Politik darum gehe, zu lernen, »nicht gut zu sein«, nämlich nicht im Sinne christlicher Moralvorstellungen zu handeln.“ Nach Arendt vertrat Machiavelli eine klare Trennung zwischen Kirche und Staat. Ihr Fazit in ihrem Werk Über die Revolution lautet: „Erscheine, wie du sein möchtest, und meinte damit: Wie du in Wahrheit bist, hat für diese Welt und ihre Politik keine Bedeutung; sie besteht ohnehin nur aus Erscheinung, und das wahre Sein spielt in ihr keine Rolle …“
In seiner Vorlesung Die Gouvernementalität bezieht sich Michel Foucault auf Machiavelli (vor allem auf Il Principe) und auf Anti-Machiavelli-Literatur (z. B. Thomas Elyot oder Guillaume de La Perrière), um das Konzept der Gouvernementalität zu entwickeln.

## Ausgaben und Übersetzungen
Originalsprache
- Jean-Jacques Marchand u. a. (Hrsg.): Edizione nazionale delle opere di Niccolò Machiavelli. Rom ab 2006, 14 Bände (= Nationalausgabe).
- Franco Gaeta (Hrsg.): Opere di Niccolò Machiavelli. Volume terzo: Lettere. Turin 1984 (= Epistular abseits der Kanzlei; nach der Editionslage auf Stand 2019 noch nicht in der Nationalausgabe enthalten).

Mehrere Werke
- Gesammelte Werke in einem Band, hrsg. v. Alexander Ulfig. Zweitausendeins, Frankfurt am Main 2006, ISBN 978-3-86150-774-1.
- Dirk Hoeges: Niccolò Machiavelli. Dichter-Poeta. Mit sämtlichen Gedichten, deutsch/italienisch (= Dialoghi/Dialogues: Literatur und Kultur Italiens und Frankreichs. Band 10). machiavelli edition, Köln 2016, ISBN 978-3-9815560-3-2.

Il principe
- Dirk Hoeges, Der Principe-Komplex. Niccolò Machiavelli: Fünfhundert Jahre Missverständnis (Enthält eine Neuübersetzung von Il Principe). machiavelli edition Köln 2021, ISBN 978-3-9815560-5-6.
- Der Fürst. Italienisch – Deutsch. Übersetzt, eingeleitet und mit Anmerkungen versehen von Enno Rudolph, unter Mitarbeit von Marzia Ponso. Meiner, Hamburg 2019, ISBN 978-3-7873-3622-7.
- Der Fürst, Italienisch/Deutsch. Übersetzt und herausgegeben von Philipp Rippel (= Reclams Universal-Bibliothek. Bd. 1219). Reclam, Stuttgart 2003, ISBN 3-15-001219-8.
- Der Fürst. Aus dem Italienischen von Friedrich von Oppeln-Bronikowski. 5. Auflage. Insel-Verlag, Frankfurt am Main 1995, ISBN 3-458-32907-2.
- Von der Regierungskunst eines Fürsten und Anti-Machiavel oder Versuch einer Kritik (anonym von Friedrich II von Preußen) nach der Ausgabe von 1745 mit einem Nachwort von Heiner Höfener, Harenberg, Dortmund 1978 (= Die bibliophilen Taschenbücher. Band 50), ISBN 3-921846-50-1.
- Der Fürst, übersetzt und herausgegeben von Rudolf Zorn, 6. Auflage. Alfred Kröner Verlag Stuttgart 1978, ISBN 3-520-23506-4.

Discorsi
- Discorsi. Staat und Politik. Insel-Verlag, Frankfurt am Main u. a. 2000, ISBN 3-458-34251-6.
- Discorsi, Gedanken über Politik und Staatsführung, übersetzt, eingeleitet und erläutert von Rudolf Zorn, Alfred Kröner Verlag Stuttgart 1978, ISBN 3-520-37702-0.

Sonstige Werke
- Niccolò Machiavelli, Cesare Borgia. Wie der Herzog von Valentinois bei der Ermordung Vitellozzo Vitellis, Oliverottos da Fermo, des Herrn Pagolo und des Herzogs von Gravina Orsini vorging. Kriminalnovelle. Übersetzt und kommentiert von Dirk Hoeges machiavelli edition, Köln 2018, ISBN 978-3-9815560-4-9.
- Das Leben des Castruccio Castracani von Lucca. Übersetzt und mit einem Essay zur Ästhetik der Macht hrsg. v. Dirk Hoeges, C. H. Beck, ISBN 3-406-43357-X.
- La Mandragola. Verlag der Autoren, Frankfurt 2000.
- Niccolò Machiavelli – Mandragola, Italienisch/Deutsch; übersetzt von Helmut Endrulat, illustriert von Joachim John, hrsg. von Gero Alfred Schwalb und Hans-Peter Klaus; edition schapeti, Langenhagen 1996.
- Dirk Hoeges, Niccolò Machiavelli, Der Esel/L’Asino. Zweisprachige Ausgabe. Übersetzt, kommentiert mit einem Essay: Literarische Eseleien von Dirk Hoeges. machiavelli edition, Köln 2015, ISBN 978-3-9815560-2-5.
- Dirk Hoeges (Übersetzer): Niccolò Machiavelli, Descrizione del modo tenuto dal duca Valentino nello ammazzare Vitellozzo Vitelli, Oliverotto da Fermo, il signor Pagolo e il duca di Gravina Orsini / Schilderung, wie der Herzog von Valentinois bei der Ermordung Vitellozzo Vitellis, Oliverottos da Fermo, des Herrn Pagolo und des Herzogs von Gravina Orsini vorging. In: Romanistische Zeitschrift für Literaturgeschichte. Heft 3/4, 2013, S. 455–475.
- Geschichte von Florenz. 3. Auflage. Zürich 1993 (Manesse Bibliothek der Weltgeschichte).
- Die Kunst des Krieges. Nikol, Hamburg 2023, ISBN 978-3-86820-732-3.